# Episodi de I Puffi (serie animata 1981) (terza stagione)
La terza stagione de I Puffi è stata trasmessa dal 17 settembre al 26 novembre 1983 con cadenza settimanale dal network statunitense NBC. 
Gli episodi sono andati in onda accorpati in triplette da 20 minuti per volta. Il 20 maggio 1984 è stato trasmesso l'episodio speciale Le puffolimpiadi in vista delle Olimpiadi di Los Angeles.
Tra i personaggi aggiunti figurano Baby Puffo (Baby Smurf), portato ai puffi da una cicogna in una notte di luna blu, il Puffo Naturone (Natural Smurf) che dalla quinta stagione diventerà un Puffolino, il Puffo Debolino (Weakling Smurf), il Puffo Malatino (Sneezy Smurf), Padre Tempo (Father Time), Morena la sirena (Mermaid Marina), il folletto dell'arcobaleno, la streghina Brenda (Brenda) e l'elfo muto Laconia (Laconia) che si esprime col linguaggio dei segni. Vengono anche introdotte le "citazioni di Quattrocchi" (Brainy Quotations) e il Libro degli Incantesimi di Gargamella (The Magic Spell Book).
La sigla, cantata sempre da Cristina D'Avena, si intitola Puffi la la la.

## Episodi
| nº | Titolo originale                 | Titolo italiano                                 | Titolo dell'eventuale seconda parte | Prima TV USA      | Prima TV Italia | Durata |
| -- | -------------------------------- | ----------------------------------------------- | ----------------------------------- | ----------------- | --------------- | ------ |
| 1  | Once In A Blue Moon              | Piccola sorpresa                                | La luna blu                         | 17 settembre 1983 | -               | 22'    |
| 2  | All Creatures Great and Smurf    | Amare tutte le creature                         |                                     | 17 settembre 1983 | -               | 11'    |
| 3  | The Smurf Fire Brigade           | Il Puffo vigile del fuoco                       |                                     | 17 settembre 1983 | -               | 11'    |
| 4  | The Winged Wizard                | Il mago imbecille                               |                                     | 17 settembre 1983 | -               | 11'    |
| 5  | Every Picture Smurfs a Story     | Ogni quadro puffa una storia                    | La gara di pittura                  | 17 settembre 1983 | -               | 22'    |
| 6  | The First Telesmurf              | Il pufftelefono                                 |                                     | 24 settembre 1983 | -               | 11'    |
| 7  | Handy's Kite                     | L'aquilone del Puffo Inventore (John e Solfami) |                                     | 24 settembre 1983 | -               | 22'    |
| 8  | The Magic Earrings               | Gli orecchini magici                            |                                     | 24 settembre 1983 | -               | 11'    |
| 9  | The Last Smurfberry              | L'ultimo cespuglio di puffragole                | L'isola delle puffragole            | 24 settembre 1983 | -               | 22'    |
| 10 | A Little Smurf Confidence        | Il Puffo Debolino                               |                                     | 1º ottobre 1983   | -               | 11'    |
| 11 | Hogatha's Heart Throb            | Agata si innamora                               |                                     | 1º ottobre 1983   | -               | 11'    |
| 12 | Born Rotten                      | Un animaletto poco profumato                    |                                     | 1º ottobre 1983   | -               | 11'    |
| 13 | The Tear of a Smurf              | Lacrime di Puffo                                |                                     | 1º ottobre 1983   | -               | 11'    |
| 14 | The Miracle Smurfer              | Il tonico miracoloso                            | Il dottor Ciarlatan                 | 1º ottobre 1983   | -               | 22'    |
| 15 | The Smurf Who Would Be King      | Il Puffo che divenne re                         |                                     | 8 ottobre 1983    | -               | 11'    |
| 16 | How to Smurf a Rainbow           | La festa dell'arcobaleno                        |                                     | 8 ottobre 1983    | -               | 11'    |
| 17 | Smurfette for a Day              | Un giorno da Puffetta                           |                                     | 8 ottobre 1983    | -               | 11'    |
| 18 | Peewit Meets Bigmouth            | Solfami incontra Mangiatutto (John e Solfami)   |                                     | 8 ottobre 1983    | -               | 22'    |
| 19 | Lumbering Smurfs                 | La foresta è in pericolo                        |                                     | 8 ottobre 1983    | -               | 11'    |
| 20 | Handy's Sweetheart               | Il Puffo e la sirena                            | Il puffo Inventore innamorato       | 15 ottobre 1983   | -               | 22'    |
| 21 | Speak for Yourself, Farmer Smurf | Per amore di Puffetta                           |                                     | 15 ottobre 1983   | -               | 11'    |
| 22 | A Hovel Is Not a Home            | Gargamella cerca casa                           |                                     | 15 ottobre 1983   | -               | 11'    |
| 23 | Forget-Me-Smurfs                 | Salvate la diga                                 |                                     | 15 ottobre 1983   | -               | 11'    |
| 24 | The Grumpy Gremlin               | Il burbero folletto (John e Solfami)            |                                     | 15 ottobre 1983   | -               | 22'    |
| 25 | Clumsy Luck                      | La sfortuna di Tontolone                        |                                     | 22 ottobre 1983   | -               | 11'    |
| 26 | Willpower Smurfs                 | La pufforza di volontà                          |                                     | 22 ottobre 1983   | -               | 11'    |
| 27 | Baby Smurf Is Missing            | Baby Puffo è scomparso                          |                                     | 22 ottobre 1983   | -               | 11'    |
| 28 | The Smurfs' Time Capsule         | La capsula del tempo                            | L'amuleto dei druidi                | 22 ottobre 1983   | -               | 22'    |
| 29 | Wedding Bells for Gargamel       | Un matrimonio per Gargamella                    |                                     | 29 ottobre 1983   | -               | 11'    |
| 30 | To Smurf a Thief                 | Il piccolo ladro                                |                                     | 29 ottobre 1983   | -               | 11'    |
| 31 | Greedy and the Porridge Pot      | La pentola magica                               |                                     | 29 ottobre 1983   | -               | 11'    |
| 32 | Harmony Steals the Show          | Lo show di Harmony                              |                                     | 29 ottobre 1983   | -               | 11'    |
| 33 | The Golden Smurf Award           | Il Puffo Nobel                                  | Concorso miss magia nera            | 29 ottobre 1983   | -               | 22'    |
| 34 | The Moor's Baby                  | Il mostro della palude (John e Solfami)         |                                     | 5 novembre 1983   | -               | 22'    |
| 35 | Hefty's Heart                    | Il filtro dell'odio                             |                                     | 5 novembre 1983   | -               | 11'    |
| 36 | A Hug for Grouchy                | Una festa per Brontolone                        |                                     | 5 novembre 1983   | -               | 11'    |
| 37 | The Magic Rattle                 | Il sonaglio magico                              |                                     | 5 novembre 1983   | -               | 11'    |
| 38 | All Hallows' Eve                 | Il Puffo rosso                                  | La festa di Halloween               | 5 novembre 1983   | -               | 22'    |
| 39 | The Littlest Witch               | La scuola delle streghe                         |                                     | 5 novembre 1983   | -               | 11'    |
| 40 | April Smurf's Day                | Il giorno del puffo d'aprile                    |                                     | 12 novembre 1983  | -               | 11'    |
| 41 | The Magic Stick                  | Il bastone magico                               |                                     | 12 novembre 1983  | -               | 11'    |
| 42 | Baby's First Christmas           | Buon Natale Baby Puffo                          | L'incantesimo di Cloridris          | 12 novembre 1983  | -               | 22'    |
| 43 | Beauty Is Only Smurf Deep        | L'importanza di essere belli                    |                                     | 12 novembre 1983  | -               | 11'    |
| 44 | Wolf in Peewit's Clothing        | Solfami diventa lupo (John e Solfami)           |                                     | 12 novembre 1983  | -               | 22'    |
| 45 | A Bell for Azrael                | Una campana per Birba                           |                                     | 12 novembre 1983  | -               | 11'    |
| 46 | The Chief Record Smurf           | La formula dell'invisibilità                    |                                     | 19 novembre 1983  | -               | 11'    |
| 47 | Smurfing in Sign Language        | Il Puffo senza voce                             |                                     | 19 novembre 1983  | -               | 11'    |
| 48 | A Chip Off the Old Smurf         | Il futuro di Baby Puffo                         |                                     | 19 novembre 1983  | -               | 11'    |
| 49 | A Gift for Papa's Day            | Il cappello di Grande Puffo                     |                                     | 19 novembre 1983  | -               | 11'    |
| 50 | Good Neighbor Smurf              | Quattrocchi ospite indesiderato                 |                                     | 26 novembre 1983  | -               | 11'    |
| 51 | The Smurfstone Quest             | La ricerca della pietra puffa                   |                                     | 26 novembre 1983  | -               | 11'    |
| 52 | Hats Off to Smurfs               | Attenti al cappello... Puffiǃ                   |                                     | 26 novembre 1983  | -               | 11'    |
| 53 | The Noble Stag                   | Il cervo nero                                   |                                     | 26 novembre 1983  | -               | 11'    |
| 54 | Smurfy Acres                     | La nuova Pufflandia                             |                                     | 26 novembre 1983  | -               | 11'    |
| 55 | No Time for Smurfs               | Non scherzate col tempo                         |                                     | 26 novembre 1983  | -               | 11'    |
| 56 | The Smurfic Games                | Le puffolimpiadi - puntata speciale             |                                     | 20 maggio 1984    | -               | 22'    |

## La luna blu
- Titolo originale: Once In A Blue Moon
- Titoli ulteriori: Piccola sorpresa

### Trama
In una notte di luna blu, una cicogna lascia un fagottino nel villaggio dei Puffi. L'indomani Grande Puffo svela agli altri il contenuto del cesto: si tratta di un Baby Puffo. Sono tutti contenti per il nuovo arrivato, solo Brontolone apparentemente sembra non gradirlo. Presto però la cicogna tornerà con una lettera in cui si chiede la restituzione del bebè recapitato al villaggio per errore. Brontolone, che in realtà si è molto affezionato a Baby Puffo, pur nascondendolo agli altri, scappa con lui nella foresta. Tutti li cercano, ma l'arrivo di una tempesta complica la situazione. Dopo mille difficoltà, pioggia, freddo e fame, Brontolone è costretto a tornare indietro. Puffetta decide di scrivere una lettera di protesta, ma deve rassegnarsi come gli altri a dover perdere il piccolo. La cicogna lo porta via e i Puffi cercano di riprendere le loro abitudini, ma non fanno altro che piangere finché la notte seguente il pianto di un bebè echeggia nel villaggio. Baby Puffo è stato riportato indietro grazie alla lettera di Puffetta e alla devozione dimostrata da Brontolone, e potrà restare per sempre con loro.
Informazioni: In questo episodio viene introdotto il personaggio di Baby Puffo. L'episodio venne distribuito sotto forma di film nei cinema belga e francesi e contemporaneamente la storia fu adattata in fumetto e pubblicata direttamente in album cartonato. Fu la prima volta che un personaggio creato per la serie televisiva approdò nei fumetti all'interno della serie classica di Peyo. Ci sono varie differenze nelle due trasposizioni della storia: nel fumetto le cicogne non sono due ed appare brevemente anche Gargamella, inoltre Baby Puffo non viene sfamato dalla lupa e Puffetta non scrive la lettera, infine non è presente il sonaglio, se non nella copertina dell'albo; l'intera storia è molto più sintetica con una riduzione in sole 20 tavole rispetto al doppio episodio da 22 minuti della serie televisiva. Nella traduzione italiana della storia a fumetti Baby Puffo viene sempre chiamato Puffo Bambino, mentre si parla di luna azzurra e non blu.

## Amare tutte le creature
- Titolo originale: All Creatures Great and Smurf

### Trama
Il Puffo Naturalista cura tutte le creature della foresta, mentre Gargamella porta a casa un enorme felino dalle lunghe zanne che prova ad istruire per catturare i Puffi. Quando Birba resta intrappolata in una tagliola, Naturalista ha pietà anche di lei e la porta bendata al villaggio per curarla contro il parere di tutti. Grande Puffo è preoccupato che la gatta riacquisti presto le forze, mentre Gargamella e il suo nuovo felino ascoltano i suoi gemiti che li conducono a Pufflandia. La gatta, istigata dal suo padrone, riacquista la sua crudeltà e con una zampata ferma Naturalista, che incredulo per la sua irriconoscenza gli rinfaccia che se lui non l'avesse aiutata sarebbe morta. Birba capendo che il puffo ha ragione lo lascia andare per ripagare il suo debito di gratitudine. L'animale con le zanne però, anziché aiutare il mago a catturare i Puffi, insegue Birba trascinando con sé Gargamella lontano dal villaggio. Grande Puffo rimane sorpreso che Birba non abbia fatto del male a Naturalista il quale dimostra che tutti gli animali Birba compresa sono capaci di mostrare affetto e gratitudine.
Informazioni: Questo è il primo episodio che introduce il personaggio di Naturone (Nat Smurf nell'originale), in questa stagione chiamato Naturalista nell'adattamento italiano.

## Il Puffo vigile del fuoco
- Titolo originale: The Smurf Fire Brigade

### Trama
Durante una giornata torrida Gargamella costruisce una diga per prosciugare il Fiume Puffo e attirare i suoi piccoli nemici in quella direzione, mentre al villaggio Grande Puffo lascia la sua lente d'ingrandimento sotto il sole provocando così un piccolo incendio. L'accaduto evidenza l'impreparazione dei Puffi di fronte a simili eventi e Grande Puffo chiede a tutti di sviluppare un piano antincendio per poi premiare il più meritevole. Ovviamente Inventore supera tutti realizzando un carro da pompiere, ma purtroppo mentre la cucina di Golosone va a fuoco, la pompa non riesce a prendere acqua dal pozzo che risulta prosciugato. I Puffi corrono al fiume, ma lo trovano in secca, poi corrono alla loro diga dove recuperano la poca acqua necessaria a riempire il carro. Grande Puffo, pensando ad una frana decide di risalire il greto del torrente, ma sente Gargamella mentre canticchia il suo piano. Il mago però non fa in tempo a gioire che la pressione del fiume sfonda la sua barriera e lo trascina via mentre l'acqua riprende il suo corso naturale. Nel frattempo i Puffi provano a spegnere l'incendio, ma l'acqua nella pompa non basta. Per fortuna poco dopo il villaggio viene inondato ed anche gli ultimi focolai cessano. Alla fine Grande Puffo nomina Inventore capitano dei vigili del fuoco, ma decide di premiare anche tutti gli altri.
Informazioni: Nei fumetti il Puffo Vigile del Fuoco è un personaggio a sé e non è Inventore. Veste con una divisa blu e un casco grigio, mentre i suoi aiutanti hanno giacche gialle e caschi rossi. Inoltre anche il carro dei pompieri è un po' diverso rispetto a quello dell'episodio: è sempre ricavato da una grande pentola che però è di metallo e non di terracotta, ha il coperchio, la campanella, l'ascia, gli scalini laterali e poggia su una base di legno anziché direttamente sulle ruote.

## Il mago imbecille
- Titolo originale: The Winged Wizard

### Trama
Gargamella vuole dimostrare al convegno dei maghi che i Puffi esistono, nonostante abbia ricevuto il divieto di partecipare e di tediare i colleghi con le sue storie "immaginarie" sugli ometti blu. Nella notte della fase finale della luna piena, Gargamella scende in cantina ed attiva il Grande Libro dei Sortilegi, che gli parla con termini poco cortesi, ma gli concede di esprimere alcuni desideri solo durante il giorno successivo. Il mago vuole arrivare in volo su Pufflandia e chiede di salire su un enorme uccello. Non avendo ricevuto l'esplicita richiesta di un uccello che fosse in grado di volare, il libro fa apparire uno struzzo e Gargamella termina la sua folle cavalcata davanti al castello del convegno, facendosi irridere da tutti. In seguito richiede di poter volare sul villaggio dei Puffi per poterli catturare e il libro gli a costruire una macchina volante a pedali, ma Grande Puffo lo fa colpire con la catapulta dirottandolo verso il convegno da cui ancora una volta viene beffato. Quando la giornata volge al termine, Gargamella fa un ultimo tentativo col libro, che però si rifiuta di collaborare essendo già trascorse le 24 ore successive alla luna piena. Il mago non si arrende e prova da solo a realizzare una pozione per poter volare, ma la pentola esplode e Gargamella viene sbalzato via col coperchio per finire nuovamente nello stagno davanti ai suoi colleghi che ormai hanno finito il convegno e ridendo di lui, lo invitano a tornare l'anno successivo.
Informazioni: Il Grande Libro dei Sortilegi (o degli Incantesimi in altri episodi) apparirà spesso all'interno di questa stagione e tornerà anche nel corso della settima stagione nell'episodio Una lezione per Lenticchia in cui verrà chiamato semplicemente Libro degli Incantesimi.

## Ogni quadro puffa una storia
- Titolo originale: Every Picture Smurfs a Story

### Trama
Pittore non è soddisfatto dei suoi dipinti perché non riesce ad imprigionare la vita in un quadro. Decide di quindi di abbandonare l'arte e di allontanarsi dal villaggio, ma nella foresta viene attratto da un luccichio che lo conduce ad un antico maniero abbandonato. Il suo interno appare come lo studio di un artista con tele appese alle pareti, colori e tavolozze. Tra i dipinti c'è anche un autoritratto incompiuto che Pittore decide di completare. Poco dopo il quadro si anima e il personaggio sulla tela si presenta come Maestro, imprigionato dall'incantesimo di un mago. Maestro promette a Pittore di dare la vita ai suoi quadri tramite una vernice magica, ma in cambio vuole che sulla sua effigie venga data una pennellata con quel liquido adducendo come motivo quello di far rimanere inalterate nei secoli le sue sembianze. In realtà non appena Pittore dipinger qualcosa, questa scompare e quando arriva il turno del ritratto di Grande Puffo anche lui sparisce e rimane imprigionato sulla tela. Pittore torna al maniero e trova Maestro in carne ed ossa ormai libero dall'incantesimo. L'unico modo per risolvere la situazione è giocare d'astuzia e i Puffi invitano Maestro al villaggio per una lezione di pittura dove Puffetta lo affascina come musa ispiratrice. Facendo leva su questa sua debolezza Puffetta gli propone una gara di pittura con Pittore dicendogli di ritenerlo più bravo di lui, in modo da poter scambiare le tavolozze e far ridipingere il suo ritratto con i colori magici. Al momento dello scambio però, Quattrocchi per errore confonde le tavolozze e Pittore si accorge che il dipinto non prende vita, ma quando Maestro lo scopre, intuendo il piano, scambia nuovamente i colori ignaro di consegnare così ai Puffi proprio la vernice magica che lo imprigiona di nuovo sulla tela.

## Il pufftelefono
- Titolo originale: The First Telesmurf

### Trama
Grande Puffo dà a Contadino dei semi sperimentali di puffmeloni per aumentare il raccolto, ma le piante crescono all'istante e sono così invasive da avvolgere tutte le case del villaggio. Inventore si accorge che i suoni e le voci si propagano attraverso i tralci e riesce a parlare attraverso i loro fiori con gli altri Puffi anche se sono lontani da lui. Nasce così il pufftelefono e tutte le piante vengono sospese e legate su tralicci, ma presto arrivano i problemi: Quattrocchi si trova in difficoltà nella gestione del centralino, Baby Puffo non riesce a dormire per il continuo chiacchierare e soprattutto il propagarsi delle piante porta le voci dei Puffi sotto la finestra di Gargamella che seguendo il suono prova ad arrivare al villaggio. Ogni problema cessa quando i fiori lasciano il posto ai frutti.

## L'aquilone del Puffo Inventore
- Titolo originale: Handy's Kite

### Trama
Al villaggio tutti giocano con gli aquiloni, ma Inventore esaudisce un desiderio di Sognatore costruendone uno gigante con un cesto attaccato sotto, in cui entrambi entrano assieme a Quattrocchi e Tontolone. Gli altri però mollano la presa e i quattro Puffi si allontanano trascinati dal vento fino ad arrivare nei pressi del maniero di Baldassarre che li vede e li colpisce con una freccia facendoli precipitare. Dopo averli catturati decide di sfruttare l'occasione per carpire i segreti della magia di Grande Puffo a cui invia un pappagallo con un messaggio in cui gli chiede di raggiungerlo con tutti i suoi libri in cambio della vita dei suoi Puffi. Grande Puffo chiede agli altri di aspettare sei giorni dalla sua partenza prima di allarmarsi, ma Puffetta decide di partire subito in suo aiuto contravvenendo ai suoi ordini. Baldassarre in realtà non intende tener fede alla sua promessa, ma poco dopo l'arrivo di Grande Puffo, Johan e Solfami bussano alla sua porta chiedendogli rifugio per la notte. Lo stregone però li manda via e svela le sue vere intenzioni: intende chiamare Gargamella per usare la sua formula che permette di trasformare i Puffi in oro. Intanto Puffetta, a bordo di Bianca, avvista dall'alto Johan e Solfami a cui racconta l'accaduto. Più tardi Gargamella arriva al castello, ma non fa in tempo a dire al suo padrino che per fare l'oro servono ben sei Puffi, che Puffetta, Johan e Solfami irrompono nella stanza salvando i loro amici.
Informazioni: Questo episodio è stato inserito tra gli episodi con Johan e Solfami distribuiti in molti paesi come serie spin-off, sebbene non si tratti di una loro avventura e i due abbiano solo un ruolo marginale in fondo alla storia. Nell'adattamento italiano da qui in poi il mago Balthazar verrà chiamato Baldassarre.

## Gli orecchini magici
- Titolo originale: The Magic Earrings

### Trama
Gargamella compra da un venditore ambulante un orecchino magico. Poco dopo Agata compra l'altro e decide di recuperare anche il primo, trasformandosi con una pozione in una bella ragazza, per poter ingannare il mago. Purtroppo però non ricorda la strada e si perde nella foresta dove viene vista da Puffetta che la scambia per una principessa e corre al villaggio a chiedere aiuto. Nel frattempo Agata riesce ad arrivare da Gargamella e i Puffi la raggiungono seguendo le sue orme. Col suo fascino, la strega inganna il mago e riesce a farsi dare l'orecchino. Tornata dal suo avvoltoio, Grande Puffo percepisce il pericolo e riconosce gli orecchini del regno del suono, con i quali si possono sentire le voci a miglia di distanza. Al villaggio tutti i Puffi vengono rinchiusi nel granaio con l'ordine di rimanere in silenzio, ma Puffetta si accorge che manca Pigrone, che sta dormendo sotto un fungo. La strega lo sente russare e sta per avvicinarsi, quando Grande Puffo chiede a Stonato di suonare la sua tromba che la mette in fuga.

## L'ultimo cespuglio di puffragole
- Titolo originale: The Last Smurfberry

### Trama
Gargamella fa appassire tutti i cespugli di puffragole, tranne uno che trapianta davanti a casa sua con intorno una trappola per catturare i Puffi. Nel frattempo Grande Puffo organizza una spedizione verso l'isola in cui furono scoperte le puffragole. Mentre viene costruita una nave per il viaggio e Sognatore viene nominato capitano, Golosone scopre il cespuglio di Gargamella ma Grande Puffo fiuta odore di trappola e gli intima di non avvicinarsi. Intanto il mago trova le tracce della costruzione della piccola nave ed intuito il piano dei Puffi, decide di realizzare una barca per raggiungerli. Nonostante le raccomandazioni ricevute, Golosone torna assieme a Baby Puffo davanti al cespuglio e cade nel fossato che lo circonda, in cui si ritrova in balia di un serpente. Grande Puffo viene avvisato della loro sorte dall'uccellino che mangiava le puffragole dal cespuglio e riesce a salvarli promettendo anche al serpente la libertà, mentre in mare aperto Capitan Sognatore ed il suo equipaggio si accorgono di essere seguiti. Anche una nave pirata li avvista e sparando palle di cannone fa affondare Gargamella che nonostante la disavventura riesce ad approdare sull'isola delle puffragole mentre i Puffi, dopo aver caricato la loro nave, stanno per ripartire. Purtroppo però vengono fermati dalla guardiana dell'isola, la Strega del Mare, che ascolta le giustificazioni dei Puffi e le bugie di Gargamella, ma non sa a chi credere. La verità le viene svelata dall'uccellino delle puffragole inviato da Grande Puffo e Gargamella viene beccato sul naso dai gabbiani dell'isola mentre i Puffi possono ripartire.

## Il Puffo Debolino
- Titolo originale: A Little Smurf Confidence

### Trama
Il Puffo Debolino è privo di autostima e crede di non essere in grado di fare nulla perché non ha le forze. Per questo motivo si sente inutile ed ammira Forzuto come un eroe. Grande Puffo vuole fargli acquistare fiducia in sé stesso e gli dà una crema da spalmare sul naso che gli conferisce una forza spropositata grazie alla quale può finalmente aiutare gli altri nei lavori del villaggio. Quando durante un temporale Forzuto viene colpito da un tronco cadendo in acqua privo di sensi, Debolino riesce a salvarlo ed inoltre consente agli altri di mettersi in salvo reggendo il ponte che sta per crollare. Alla fine Grande Puffo gli conferisce la stella al merito di Pufflandia e gli svela che la crema magica è semplice marmellata e che la sua forza deriva solo dall'aver acquisito fiducia nelle proprie capacità.
Informazioni: L'episodio viene citato nell'ottava stagione della serie American Dad! nella storia L'acchiappa alieni in cui Haley spiega a Steve che non ha bisogno di portafortuna e gli racconta la storia del Puffo Debolino (Weakling Smurf nell'originale), anche se lo chiama erroneamente Wimpy Smurf (anche nell'adattamento italiano viene cambiato il nome in Puffo Piagnucolone).

## Agata si innamora
- Titolo originale: Hogatha's Heart Throb

### Trama
Agata si è innamorata del famoso mago Arlecchino e decide di andare a trovarlo al suo castello, ma cade mentre è in volo sul suo avvoltoio, proprio su una trappola appiccicosa preparata da Gargamella per catturare i Puffi. La strega ribalta la situazione e blocca Gargamella al posto suo, ma poi decide di liberarlo quando scopre che è amico di Arlecchino ed è disposto a presentarglielo. Agata baratta il suo aiuto in cambio di un fischietto magico che, a suo dire, attira tutti i Puffi anche a miglia di distanza. Grande Puffo assiste alla scena e segue Gargamella per evitare che incontri il suo amico, ma quando vede il mago travestirsi da Arlecchino, che quindi non conosce affatto, decide di informare la strega. Anche lei in realtà sta ingannando Gargamella, perché il fischietto che gli ha promesso è solo il richiamo per il suo avvoltoio. I Puffi arrivano da lei troppo tardi, mentre il finto Arlecchino sta danzando per fingere di cedere alle sue lusinghe. Quando Agata lo bacia però, stacca la sua barba finta e Gargamella fugge via col fischietto. Anche i Puffi provano ad allontanarsi in fretta, ma il mago soffia nel fischietto e solo allora scoprono che si tratta solo di un richiamo per uccelli. Anche Agata lo raggiunge per mettere in atto la sua tragicomica vendetta.

## Un animaletto poco profumato
- Titolo originale: Born Rotten

### Trama
I Puffi preparano una festa per l'arrivo delle stelle comete e Sognatore è eccitato per l'evento. Gargamella intanto riceve dall'Asia un uovo che maledice con una formula tibetana; dopo averne dipinto il guscio con tante stelle lo lascia nella foresta in modo da farlo trovare ai Puffi che subito lo portano al villaggio. Lì l'uovo si schiude e ne esce un piccolo animaletto peloso con una stella sulla fronte ed un odore nauseante. I Puffi provano a lavarlo, ma l'odore non va via e Gargamella segue la sua scia per arrivare a Pufflandia. Un Puffo se ne accorge e lancia l'allarme. L'animaletto deve essere portato subito lontano ed è solo Brontolone che riesce a farsi seguire. Nel frattempo Grande Puffo scopre a quale specie appartiene e intima a Stonato di suonare la ritirata, Brontolone lo sente e torna indietro. Grande Puffo spiega che quella razza morirebbe di fame e solitudine nella loro zona e lo affida a Bianca per riportarlo nella sua terra d'origine.

## Lacrime di Puffo
- Titolo originale: The Tear of a Smurf

### Trama
In una piccola casa da qualche parte nella foresta, una megera orrenda dall'aria triste canta un lamento sul suo amore perduto e sulla propria bellezza svanita. Poco dopo chiede aiuto al suo cristallo fatato dicendo che le restano solo poche ore per non rimanere brutta e vecchia per sempre. Il cristallo magico le mostra l'immagine di Birba che insegue Brontolone e Burlone. La strega sembra soddisfatta della visione e comanda al cristallo di congelare il movimento dei tre esseri che sta guardando. Grande Puffo si accorge della loro scomparsa e si reca da Gargamella a cercarli. Lì si accorge che il mago non è il colpevole e che anche Birba non si trova. Nel frattempo il cristallo catapulta i tre prigionieri nella capanna della megera che li mette in gabbia e legge su un libro la formula che può farla tornare giovane per cui necessita di tre baffi di gatto arancione e di lacrime di Puffo. Non immagina però che Burlone e Brontolone sono proprio i due Puffi che non piangono mai. Decide allora di raccontare la sua storia per commuoverli. Dice di chiamarsi Priscilla e di essere figlia di una malata di mente che desidera un mondo senza amore. Sebbene non ne faccia il nome, le immagini ci svelano che si tratta di Cloridrite che, gelosa della felicità della figlia, la priva prima del padre, poi del fidanzato Gerardo e infine del suo bell'aspetto, trasformandola in una vecchia. Purtroppo per lei però, quella triste storia non basta a impietosire Brontolone e Burlone, ma quando i due Puffi assistono attraverso il cristallo alla loro commemorazione tenuta da Grande Puffo che li crede morti, scoppiano in lacrime. Priscilla le raccoglie e le versa nel calderone assieme ai baffi di Birba, pronunciando parole di perdono verso la madre. Mentre l'incantesimo si spezza facendole riacquistare bellezza e gioventù, il cristallo riporta Birba all'inseguimento dei due Puffi nella foresta come se nulla fosse accaduto.

## Il tonico miracoloso
- Titolo originale: The Miracle Smurfer

### Trama
Il Dottor Charlatan, imbonitore che cerca di vendere il suo finto "tonico miracoloso", a suo dire capace di guarire da ogni malanno, si imbatte nel Puffo Malatino. Sfogliando il suo almanacco scopre che i Puffi sono leggendarie creature della foresta, la cui pelle blu ha poteri taumaturgici sugli esseri umani. Si offre quindi di aiutarlo a guarire dal suo perenne raffreddore per raggiungere secondi fini. Dopo averlo visitato gli dice che è affetto dal morbo di Puffinton ("smurfaworphalitis" nell'originale), malattia incurabile per la medicina ufficiale, ma guaribile solo tramite il suo tonico miracoloso. Dopo avergli fatto strofinare sul naso il tappo della boccetta del suo elisir, lo convince di essere guarito e si offre di curare anche gli altri Puffi. Malatino ingenuamente porta Charlatan a Pufflandia. Grande Puffo è assente perché in visita dall'amico Melchiorre, e gli altri Puffi si lasciano abbindolare dalle parole del truffatore che in cambio del tonico chiede ad ognuno di essere ripagato con ciò che producono. Nel frattempo Grande Puffo saluta il piccolo mago Melchiorre dopo averlo guarito da una malattia. Proprio lui gli confida che un certo dottor Charlatan gli aveva venduto un elisir completamente inutile. Quando i Puffi non hanno più nulla da dare all'impostore, si lasciano convincere a servirsi da soli dalla pentola che contiene il tonico, ma finiscono in trappola. Intanto Puffetta cerca di convincere Malatino che è tutto un inganno, ma lui è sempre convinto di essere guarito e per dimostraglielo le dice che è in grado di correre più veloce di Birba. Recatosi da Gargamella sfida la gatta, ma ricomincia a starnutire e si lascia catturare. Puffetta torna al villaggio e vi trova Grande Puffo, stupito dell'assenza di tutti gli altri, lo informa dell'accaduto e insieme corrono al salvataggio. Puffetta prende tempo facendosi catturare da Gargamella, mentre Grande Puffo cerca di ingannare Charlatan, a cui dice che toccare un Puffo provoca una malattia mortale chiamata Puffonite ("smurfonia" in originale), ma lui potrebbe curarlo in cambio di un favore. Lo manda da Gargamella per convincerlo che è in atto un'epidemia di Stregonite ("sorceritis") e in cambio del suo tonico chiede i due Puffi che ha in pentola. Quando alla fine Charlatan chiede a Grande Puffo la cura promessa, si accorge che l'unguento lo costringe a dire sempre la verità e che non potrà ingannare più nessuno.
Informazioni: In questo episodio fa la sua seconda apparizione Melchiorre, il piccolo mago del labirinto, conosciuto nella seconda stagione con la storia Gli incredibili Puffi. Viene introdotto il personaggio del Puffo Malatino, presente anche nei fumetti originali, che indossa sciarpa, guanti e paraorecchi.

## Il Puffo che divenne re
- Titolo originale: The Smurf Who Would Be King

### Trama
Dopo aver letto una storia su un re che ha governato con correttezza e gentilezza, Sognatore immagina di diventare re di Pufflandia. Indossata la feluca e salito sulla sua nave, continua a fantasticare mentre due orsetti lo ascoltano, ma il vento lo fa cadere fuori bordo. Aggrappatosi a una corda, Sognatore viene trascinato col veliero in un gorgo, attraverso cui approda in una caverna sotterranea. Accortosi di aver distrutto la nave, si incammina per cercare una via d'uscita, ma cade in un fosso che lo fa arrivare nella sala del trono di un popolo di orsetti (i Pookies) che lo acclama come sovrano e gli rivela che aspettavano il suo ritorno da tempo, come rivela la statua che hanno fatto in suo onore. Subito dopo gli chiedono dove avesse nascosto la sua "arma segreta" con cui aveva promesso di sconfiggere i Norf Nags. Sognatore pensa di essere stato scambiato per un altro, ma il soffitto inizia a franare sotto i passi dei nemici venuti a reclamare altri gioielli. Il custode Chiacchierone (Gabby) lo porta alle miniere dove i Pookies lavorano per estrarre pietre preziose. Sognatore non sa come aiutarli, ma quando i Pookies gli portano la sua corona, lo scettro e il mantello, decide di accettarli dicendo di essere "puffosamente puffissimo". Presto decide di agire come un re e, quando vede la grande pentola che i Norf Nags calano dal soffitto per farla riempire di gioielli, Sognatore sale sul calderone assieme al custode per andare a conoscere l'aspetto dei nemici che gli orsetti non hanno mai visto. Impressionati dalle loro ombre gigantesche tornano indietro e ricevono la richiesta del doppio di gioielli per evitare un terremoto nella caverna. Sognatore chiede tempo per pensare, abbandona i panni da re e rimette in testa la sua feluca, quando gli appare una visione di Puffetta che gli infonde coraggio. Sognatore si rende conto che Puffetta ha ragione e decide di aiutare i Pookies, tornando dai Norf Nags e dicendo che i giorni di schiavitù sono finiti. Per bloccare la macchina che produce i terremoti, scopre che i suoi nemici non sono affatto giganti, ma solo due esseri piuttosto deboli e non più grandi di lui, muniti di megafoni per ingrossare le voci e candele per ingrandire le ombre. Dopo averli legati Sognatore viene acclamato dai suoi sudditi a cui dice che la sua arma segreta è stata solo il coraggio. Quando la curiosità di Chiacchierone fa azionare il meccanismo dei terremoti, il Puffo batte la testa e si risveglia. Vede davanti a sé Grande Puffo che lo convince di aver fatto solo un sogno, ma dopo essere inciampato si accorge che dalla sua feluca è venuta fuori una pietra preziosa ed inizia a chiedersi se non sia stato tutto reale.

## Non scherzate col tempo
- Titolo originale: No Time for Smurfs

### Trama
Inventore gioca a pallapuffa con Tontolone, Quattrocchi e Puffetta, ma colpisce per sbaglio Poeta intento a declamare la sua ode all'estate. Il Puffo rilancia la palla indispettito, ma nessuno riesce a prenderla prima che finisca in un profondo burrone. I quattro amici si avventurano tra i crepacci per recuperarla e finiscono in una caverna dove scorgono una stanza misteriosa che sembra abbandonata dar centinaia di anni. Su un tavolo c'è una clessidra con una manovella. Inventore spiega a Tontolone che serve a misurare il tempo e per dimostragli come funziona la capovolge. La sabbia all'interno però diventa nera. Poco dopo Quattrocchi legge un'iscrizione sul bordo del tavolo che dice "Nessuno mai osi toccare la sabbia del tempo". Non capendone il significato, Puffetta suggerisce di andare a chiederlo al Grande Puffo, ma usciti dalla caverna tutto si muove al contrario. I quattro Puffi decidono di tornare nella caverna per rimettere a posto la clessidra. Appena Inventore gira la manovella però vede arrivare altri quattro Puffi identici a loro che alla vista dei loro sosia fuggono impauriti e vanno ad avvisare Grande Puffo, che decide di andare a dare un'occhiata. Intanto i quattro Puffi originali rimasti nella caverna capiscono di aver portato troppo indietro il tempo e di aver incontrato loro stessi mentre cercavano la palla. Cercando di capire il funzionamento della clessidra, la rompono e vanno fuori per vedere cosa è successo, trovando tutto immobile, gli animali e perfino le copie di loro stessi che stavano per raggiungerli con Grande Puffo. Anche al villaggio sono tutti fermi e Inventore decide di costruire una nuova clessidra. Dopo aver messo la sabbia del tempo al suo interno però i risultati non sono quelli sperati, il sole sorge e tramonta velocemente e le condizioni meteorologiche cambiano costantemente. Ritornati di corsa nella caverna, i quattro Puffi vedono apparire all'improvviso un vecchio barbuto con una falce che li rimprovera per aver giocato con la sua sabbia. Pochi istanti dopo arriva anche Madre Natura che lo chiama Padre Tempo e gli domanda cosa fosse accaduto. Padre Tempo dà la colpa ai Puffi, ma Madre Natura capisce che spetta a loro due rimettere tutto a posto con un incantesimo. Tutto torna alla normalità e i quattro duplicati svaniscono.
Informazioni: Padre Tempo fa la sua prima apparizione nella serie.

## Un giorno da Puffetta
- Titolo originale: Smurfette for a Day

### Trama
I Puffi costruiscono un parco giochi per Baby Puffo, ma da una buca nel terreno viene fuori lo gnomo Picklick che, scavando da anni nel sottosuolo, ci vede poco alla luce del sole. Affascinato dal profumo e dalla voce di Puffetta, diversa da tutti gli altri, lo gnomo accetta di seguirla a Pufflandia, dove finalmente può mangiare un pasto decente al posto dei soliti vermi e insetti. Dopo aver raccontato del suo lavoro di minatore che lo ha portato vicino alla caverna delle gemme, chiede a Puffetta di sposarlo e di accompagnarlo sottoterra per recuperare il tesoro di pietre preziose. Lei rifiuta, ma solo l'intervento di Forzuto e Inventore fa allontanare lo gnomo. In seguito è sempre Forzuto a sventare un tentativo di rapimento, ma Puffetta non gradisce le continue intromissioni, convinta di saper badare a sé stessa. Per proteggerla Inventore la allontana dal villaggio dicendole che Grande Puffo ha chiesto di raggiungerlo da Madre Natura, mentre fa travestire Forzuto da femmina per trarre in inganno Picklick che, non distinguendone i lineamenti lo porta con sé. Arrivati nella caverna delle gemme, vi trovano la custode Rubinia (Guardiana nell'originale) che si lascia ingannare dal travestimento e fa amicizia con la falsa Puffetta. Picklick scava un tunnel per liberarla, ma prende per sbaglio Rubinia e se ne innamora. Alla fine i Puffi sono invitati alle loro nozze.

## Solfami incontra Mangiatutto
- Titolo originale: Peewit Meets Bigmouth

### Trama
Re Tergon (Turgon nell'originale) e suo figlio Dax sono al castello del buon re per firmare un trattato. Solfami cerca di intrattenere il bambino pestifero e lo trasforma per errore in una gallina che fugge via e viene catturata da Bue Grasso sotto lo sguardo dei Puffi. Solfami, col loro aiuto, riuscirà a ingannare l'orco per recuperare la gallina e ritrasformarla in bambino prima che il padre se ne accorga.
Informazioni: Il titolo italiano sbaglia la traduzione del nome di Bue Grasso indicandolo come Mangiatutto.

## La foresta è in pericolo
- Titolo originale: Lumbering Smurfs

### Trama
I taglialegna stanno abbattendo la foresta e i Puffi decidono di avvisare re Gerardo che ne è il proprietario. Mentre Bianca porta Puffetta, Quattrocchi e Brontolone al castello, Grande Puffo ascolta le intenzioni degli umani che vogliono abbattere tutto entro l'indomani prima che il re lo scopra. Non c'è tempo per aspettare il re e dopo aver ascoltato i timori dell'ingenuo Ludwig che riferisce al capo le dicerie sul fatto che la foresta sia incantata, Inventore suggerisce di portare via gli attrezzi, ma i Puffi non hanno la forza necessaria per farlo. Nel frattempo Puffo Meccanico riferisce che il re non è al castello, Quattrocchi gli lascia un messaggio e chiede al piccolo robot di aiutarli. Arrivati nella foresta cercano in tutti i modi di ritardare i lavori. La forza di Puffo Meccanico riesce a manomettere gli attrezzi e a slegare cataste di legna inducendo gli umani a credere ai fantasmi. Grande Puffo decide per precauzione di far evacuare il villaggio e ricorre alla magia per spaventare ulteriormente i taglialegna, finché re Gerardo arriva col suo esercito per arrestarli.

## Il Puffo e la sirena
- Titolo originale: Handy's Sweetheart

### Trama
Inventore ha messo a punto una tuta da sub, mentre sul fondo dell'oceano una piccola sirena di nome Morena (Marina nell'originale) informa due cavallucci marini, Ajax ed Ercole, che suo padre re Acquarius ha trovato un altro tesoro. Nel sollevare il forziere però, il vecchio re si sente male e la figlia decide di curarlo con dei fiori magici che crescono solo nella palude di Avalon, a cui si arriva risalendo il fiume dei Puffi e aggirando il suo guardiano. Morena si mette in viaggio ma viene attaccata da un paio di grossi pesci. Cercando di risalire una cascata per mettersi in salvo, perde i sensi e viene salvata da Inventore che stava facendo la sua prima prova di immersione. La sirena viene portata al villaggio e Grande Puffo la immerge in una vasca con una pompa ad ossigeno. Inventore ne rimane affascinato e quando lei rinviene racconta di provenire da un posto chiamato Atlantide (Atlantica nell'originale) e di essere diretta ad Avalon per recuperare i fiori magici con cui curare suo padre. Mentre alcuni Puffi recuperano Acquarius dal fondo dell'oceano, Puffetta si reca nella palude con Brontolone e Pigrone, ma dopo aver colto un fiore i tre restano impantanati e fanno la conoscenza del guardiano che pretende le loro vite o dell'oro. Nel frattempo re Acquarius viene portato al villaggio e Morena ringrazia Inventore con un bacio. Subito dopo però Grande Puffo, insospettito dal ritardo di Puffetta gli chiede di andare alla palude. Lì il Puffo si accorge che i suoi amici stanno sprofondando nelle sabbie mobili, mentre il perfido guardiano riesce a camminarci sopra grazie ad un paio di stivali magici. Con l'inganno riesce a catturarlo ed a sfilargli gli stivali con cui salva gli altri. Al villaggio Grande Puffo lo proclama eroe, ma ben presto Inventore capirà che Morena dovrà abbandonarlo per tornare in fondo all'oceano. Non rassegnato all'idea, crea un "respiropuffatore", una sorta di bombola di ossigeno con cui riesce ad immergersi in acqua senza bisogno di pompe esterne. Morena gli mostra il suo mondo, ma Inventore resta intrappolato in una conchiglia. Morena chiede aiuto a Forzuto che si immerge e lo salva appena in tempo. Acquarius spiega alla figlia che un Puffo nel mare è come una sirena fuori dall'acqua e che se lo ama veramente dovrà lasciarlo. Quando la sirena prova a dirgli addio, la sua vasca scivola da un pendio e si sfracella al suolo. Inventore per salvarla la rimette nel fiume e le dice addio. Grande Puffo lo consola dicendogli che nella vita è meglio avere qualcosa e perderla piuttosto che non averla mai.
Informazioni: Morena ritornerà ancora due volte all'interno della serie. La sua seconda apparizione avverrà nella quinta stagione nell'episodio Gustino e i pirati del pepe in cui è chiamata Sissimary. La sua terza e ultima comparsa sarà invece nell'episodio Il sottopuffo marino nella sesta stagione in cui l'adattamento italiano cambierà ancora una volta il suo nome trasformandolo in Serena.

## Per amore di Puffetta
- Titolo originale: Speak for Yourself, Farmer Smurf
- Titoli ulteriori: Riedizione in DVD Contadino innamorato

### Trama
Grande Puffo fa notare a Contadino come la primavera risvegli l'amore in tutte le creature della foresta, ma lui pensa che invece il suo destino è quello di restare solo. In quel momento passa Puffetta e gli regala un fiore; lui si rende conto che per l'agitazione non riesce a parlare e conclude di essersi innamorato di lei decidendo di sposarla. Per far colpo su di lei decide di scriverle una poesia, ma non essendo in grado di farlo si rivolge al Puffo Poeta chiedendogli di mantenere il segreto. Lo stesso fa con Brontolone a cui chiede di consegnare la missiva. Puffetta è entusiasta all'idea di avere un ammiratore segreto e gli dà appuntamento sotto la grande quercia. Per far bella figura chiede a Vanitoso consigli di stile e a Inventore una maschera con cui mantenere la sua identità segreta. Nel frattempo Gargamella rilegge la sua formula per creare l'oro ma come al solito ha bisogno dell'ingrediente principale ovvero sei Puffi. In quel momento entra in casa sua Bue Grasso che gli devasta il laboratorio per la fame. Gargamella decide di sfruttare la situazione a suo favore e promette al gigante di cucinargli uno stufato di pietre in salsa di fango condito con cappelli di Puffo e ovviamente lo manda alla ricerca di sei Puffi. Al calar del sole Contadino si reca all'appuntamento con Puffetta e si fa suggerire le parole da dirle da Vanitoso che rimane nascosto dietro un cespuglio. Dopo il primo appuntamento Puffetta dà a Brontolone una nuova lettera da consegnare al suo ammiratore, ma Contadino anziché essere contento delle sue parole d'amore, ritiene che lei sia innamorata solo del Puffo misterioso. Poco dopo Bue Grasso li cattura entrambi e mentre sono in gabbia Puffetta confessa di essersi innamorata ma di essere troppo giovane per sposarsi. Contadino la consola dicendole che il suo ammiratore capirà e conquista la libertà impedendo a Bue Grasso di mangiare dei funghi velenosi. Qualche tempo dopo Puffetta decide di coltivare la sua nuova amicizia e porta il pranzo a Contadino; vedendogli una poesia tra le mani gli chiede di leggerla. Al termine le loro sagome scure si stagliano sul rosso del tramonto e si uniscono in un bacio.

## Gargamella cerca casa
- Titolo originale: A Hovel Is Not a Home
- Titoli ulteriori: Riedizione in DVD Casa dolce casa

### Trama
Nell'ultima notte di luna piena Gargamella si rivolge al Grande Libro degli Incantesimi per chiedergli una casa più grande ma riesce ad ottenere solo la stessa stamberga di prima con proporzioni enormi tanto che non è in grado neanche di aprire il gigantesco portone. Il mago decide quindi di comprarne una, ma per farlo ha bisogno dell'oro che sa di poter creare con sei Puffi... Tornato al cospetto del libro questa volta gli chiede un acchiappapuffi ed ottiene un'entità invisibile con cui si reca a caccia nella foresta. Il tentativo fallisce e il libro procura a Gargamella un essere liquido, ovvero un getto d'acqua capace di agguantare i Puffi. Anche questa volta è un insuccesso e il mago decide di passare dall'acqua al fuoco. Purtroppo però le sue arti magiche anziché materializzare una palla infuocata fanno apparire delle fiamme che presto raggiungono la sua casa. A Gargamella non resta che spegnere l'incendio ritornando ad apprezzare il suo piccolo tugurio.

## Salvate la diga
- Titolo originale: Forget-Me-Smurfs

### Trama
Grande Puffo teme che la diga non resista alla piena del fiume e decide di rinforzarla. Nel frattempo manda sul Monte Puffo una spedizione composta da Puffetta, Quattrocchi e Malatino per controllare lo spessore della neve che purtroppo risulta più alta del solito, tanto che se il sole la sciogliesse il villaggio verrebbe inondato. Tornati a valle i primi due non hanno il tempo di dirlo a nessuno perché annusando dei misteriosi fiori gialli perdono la memoria. Solo Malatino resta immune dal malefico influsso grazie al suo raffreddore, ma non si rende conto dello stato in cui versano i suoi amici. Giunti alla diga, Puffetta e Quattrocchi fanno annusare i fiori anche agli altri che dimenticano subito di completare i lavori. A Malatino non resta altro che rivolgersi a Madre Natura.

## Il burbero folletto
- Titolo originale: The Grumpy Gremlin

### Trama
Solfami si reca nel bosco per far legna per il re. Abbattendo un albero maleodorante si rende conto di aver distrutto la casa del folletto Gastone (Gaston the gremlin nell'originale), di cui ha versato una zuppa di aglio e cipolla (grelch nell'originale). Dopo avergli chiesto scusa Solfami va per la sua strada ma non si accorge che non è così facile liberarsi del folletto che pretende da lui una nuova casa. Arrivati al castello il folletto ruba il cibo del re per cucinare la sua zuppa, ma nessuno riesce a vederlo tranne Solfami che tenta invano di dimostrarne l'esistenza. Dopo essere stato perseguitato anche di notte dal folletto, Solfami accetta di trovargli una nuova casa e l'indomani si reca con lui nel bosco facendogli vedere molti alberi ma Gastone è incontentabile finché non individua la Grande Quercia dei Puffi. Quando poco dopo i Puffi decorano l'albero per festeggiare la raccolta delle puffragole, Gastone li scaccia via dicendo di non gradire la compagnia.. Nel frattempo Solfami avvisa Grande Puffo del problema e insieme tornano dal folletto per convincerlo a cambiare casa. Purtroppo l'unica altra quercia disponibile è molto lontana, nella Foresta Inoltrata dopo le Cascate Viola, ma Grande Puffo non fa in tempo a specificare che il posto è pericoloso che il folletto sì è già trasferito lì. I Puffi corrono ad avvisarlo della presenza di un grosso drago che però li assale subito, finché non sarà proprio Gastone a trarli d'impaccio svelando di aver fatto amicizia col grosso animale, che chiama affettuosamente Labbra di Fuoco e che è l'unico a gradire la sua zuppa maleodorante.

## La sfortuna di Tontolone
- Titolo originale: Clumsy Luck

### Trama
Grande Puffo si allontana dal villaggio per osservare assieme al mago Omnibus una pioggia di meteoriti. Nel frattempo Tontolone rompe per errore lo specchio di Vanitoso e Quattrocchi gli predice 7 anni di disgrazie. Dopo una serie di sfortunati eventi i Puffi si convincono che Tontolone porti realmente sfortuna e decidono di isolarlo chiudendolo in quarantena. Durante la notte i Puffi assistono alla pioggia di meteoriti e Puffetta, non credendo alla superstizione, decide di liberare Tontolone per renderlo partecipe dell'evento, ma non fa in tempo a giungere davanti a casa sua che un meteorite la prende in pieno. Tutti piangono la sua morte ma in realtà Tontolone si è allontanato dal villaggio sentendosi rifiutato. Per fortuna, non sopportando l'idea di rimanere lontano 7 anni, decide di tornare indietro per salutare i suoi amici e i Puffi smettono di piangere per festeggiarlo.
Informazioni: Nella prima trasmissione statunitense in syndication, la parte in cui i Puffi decidono l'isolamento di Tontolone prima che mandi accidentalmente Baby Puffo in aria, è stata eliminata.

## La pufforza di volontà
- Titolo originale: Willpower Smurfs

### Trama
I Puffi sono stufi degli scherzi continui di Burlone ma lui precisa che come tutti gli altri non può stare senza la sua principale occupazione. Secondo lui Golosone non potrebbe passare un giorno senza mangiare così come Brontolone non riuscirebbe a non odiare qualcuno o Pigrone a non dormire o Stonato a non suonare, per non parlare di Vanitoso che non riuscirebbe a non specchiarsi. I suoi amici, sentendosi chiamati in causa, vogliono dimostrargli di essere in grado di resistere per un giorno intero senza occuparsi delle cose che amano fare a condizione che anche lui faccia altrettanto. Parte la sfida e Burlone stuzzica gli altri per farli perdere ma tutti dimostrano di avere una grande forza di volontà. Solo Stonato non riesce a stare senza la sua tromba e decide di andarla a suonare nella foresta dove nessuno può ascoltarlo. Purtroppo viene catturato subito da Gargamella e quando decide di suonare per dare l'allarme, Burlone pensa di aver vinto la scommessa e gli altri cedono alle loro debolezze convinti di aver perso. Solo Grande Puffo capisce che quella musica è diversa dal solito e che è ispirata dalla paura e dopo aver intuito l'accaduto chiede al Burlone di preparargli una grossa sorpresa da portare a Gargamella. Il mago trova il pacco davanti alla sua porta e leggendo il biglietto d'accompagnamento crede che sia un regalo da parte della sua mamma che gli chiede di non aprirlo prima del suo compleanno. Colto dal dubbio se resistere o meno alla tentazione Gargamella si distrae e lascia il tempo ai Puffi di liberare il proprio compagno. L'esplosione che ne segue lascia intendere che anche lui non ha avuto forza di volontà.

## Baby Puffo è scomparso
- Titolo originale: Baby Smurf Is Missing

### Trama
Due individui incappucciati, Gruber e Leon (senza nome nell'originale, indicati come "The hooded furriers"), attraversano con il loro carro la foresta a caccia di prede. Baby Puffo, allontanatosi di nascosto dal villaggio, viene presto catturato. Il capobanda pensa di avere tra le mani un folletto, e che con esso potrebbero persino trovare una pentola d'oro. Un coniglio avvisa Grande Puffo che inizia le ricerche, ma presto anche lui finisce nelle trappole dei bracconieri. Uno scoiattolo riesce a liberarlo mentre gli altri si mobilitano assieme ad un esercito di conigli per intimare la resa ai due banditi. Nel frattempo Baby Puffo riesce a sfuggire alle grinfie del gatto che lo teneva d'occhio e grazie ai suoi poteri magici libera dalle gabbie gli altri animali.

## La capsula del tempo
- Titolo originale: The Smurfs' Time Capsule

### Trama
Grande Puffo parla con una roccia che chiama "Palador" e che illuminata dai raggi del sole assume l'aspetto di un enorme volto di pietra. In realtà si tratta di un suo vecchio amico da cui ha appreso le arti magiche molti anni prima. Poco dopo il macigno riferisce un messaggio importante: "stanotte con la luna i druidi torneranno, scava sotto l'Altare della Luce o non si fermeranno"ǃ Grande Puffo spiega agli altri che i druidi sono maghi malvagi che tanto tempo prima vivevano su una montagna che dominava la foresta, e che sono i responsabili della sparizione di Palador e del suo popolo. Per quanto riguarda l'Altare della Luce, suppone che si debba trattare del vecchio altare di pietra nella radura degli abeti (Hemlock Hollow nell'originale), dove trova una capsula del tempo, ma non riuscendo ad aprirla decide di portarla al villaggio. Tontolone la fa aprire fortunosamente e all'interno vi trovano alcuni oggetti e un'incisione scritta nel gergo dei neonati per cui solo Baby Puffo è in grado di leggerla, infatti poggiando il neonato sulla pietra Palador parla attraverso di lui declamando un indovinello. Nel frattempo, in un'altra zona della foresta la luce del sole rimbalza sulla parte superiore di una serie di pietre erette, e colpisce uno degli alberi, causando la fuoriuscita di un druido che sentendo i gemiti e le grida dei suoi fratelli ancora intrappolati all'interno, sapendo che Palador li ha maledetti, dice loro di prendere coraggio, perché quella notte è la notte in cui verranno liberati. Grande Puffo cerca tra i suoi libri le rocce necessarie e ne individua due su tre ovvero l'obelisco sulla montagna colpito dai raggi del sole e l'amuleto di Pietra Lunare che il druido recupera dal sottosuolo per risvegliare i compagni. Ne segue uno scontro di magia durante il quale Grande Puffo capisce che la terza roccia da frapporre tra l'amuleto e l'obelisco non è altri che un'ascia ritrovata nella capsula. Poi intuisce che più rametti in una fascina la irrobustiscono così come l'unione dei Puffi fa la forza. Infatti grazie alla collaborazione di tutti e in particolare agli aiuti magici di Baby Puffo e all'abilità di Inventore riesce a sventare il pericolo.

## Un matrimonio per Gargamella
- Titolo originale: Wedding Bells for Gargamel
- Titoli ulteriori: Riedizione in DVD Gargamella innamorato

### Trama
La madre di Gargamella annuncia al figlio che con l'aiuto di Madame Lavinia gli ha trovato moglie. Nello stesso momento, in un castello vicino, la giovane promessa sposa Andrea (Andria nell'originale), viene costretta dal proprio padre a riempire un baule col proprio corredo. Poco dopo, fuori dalle mura Puffetta e Poeta, intenti a raccogliere fiori, la vedono piangere e cercano di aiutarla, ma lei spiega che non ha custodito la sua dote e che trovandola senza nulla probabilmente il futuro marito avrebbe rifiutato di sposarla. Tornati al villaggio i due Puffi, ignari di chi sia il promesso sposo, raccolgono dei doni per lei, ma nella fretta Poeta si scontra con Quattrocchi che ha in mano la mappa del villaggio e che scambia per errore con l'ode appena composta per il matrimonio. Puffetta consegna tutto ad Andrea che ha finalmente qualcosa da mettere nel baule. Poco più tardi arriva Gargamella, convinto da Madame Lavinia di trovare oro e gioielli come dote della figlia di un barone. Andrea rabbrividisce e non vuole sposarlo, ma le regole impongono che solo l'uomo possa infrangere la promessa. Quando il mago inizia a frugare nel forziere, trova subito la mappa per Pufflandia e finge di acconsentire alle nozze per potersene impossessare. Quella notte i Puffi, scoperto lo scambio delle pergamene, volano a bordo di Bianca, verso il castello di Andrea che trovano in lacrime. Quando la ragazza pronuncia il nome di Gargamella, Grande Puffo fiuta il pericolo, ma né lui né il perfido mago riescono ad arrivare al baule prima delle nozze. L'indomani, durante la cerimonia nuziale, i Puffi fingono di avere in mano la mappa, in modo da distrarre Gargamella dalla cerimonia. L'inseguimento che ne segue e i danni provocati spingono il barone ad infrangere le regole e ad annullare il matrimonio. Riacquistata la serenità, finalmente Andrea può riavere il suo baule e riconsegnare la mappa ai suoi amici blu.

## Il piccolo ladro
- Titolo originale: To Smurf a Thief

### Trama
Grande Puffo, Vanitoso, Contadino e Pittore si recano da Omnibus per fargli conoscere Baby Puffo. Il vecchio mago soffre un po' di solitudine e decide di invitarli per cena. Nel frattempo in una casa fatiscente, un bambino vestito di stracci dice alla sua gazza che ora che Shedlock (Shadrach nell'originale) è finito in prigione avrebbero dovuto cavarsela da soli rubando. Poco dopo però Shedlock, evaso di prigione, si libera dalle catene ai piedi e chiede al piccolo di lasciare il regno con lui dopo essersi procurato il denaro necessario come lui gli ha insegnato. L'indomani Omnibus si reca al mercato e porta con sé i Puffi nascosti in una borsa, ma il giovane ladro gliela sottrae. Subito dopo viene arrestato assieme al suo compare, ma Omnibus si impietosisce e decide di non testimoniare contro di lui, preferendo invece portarlo a casa sua per educarlo. Ben presto gli insegna a lavarsi, a pescare e a studiare e gli cambia il nome da "pulce" (Dipper, ovvero mestolo nell'originale) in Justin. Qualche tempo dopo Omnibus parla con Grande Puffo dei progressi fatti dal ragazzo e gli confida di non avergli ancora detto dei suoi poteri magici. Quando Justin torna da scuola dimostra tutto il suo affetto al nuovo "papà", ma incredibilmente viene accusato di aver rubato ancora e sbattuto in prigione dove ritrova Shedlock che gli illustra il suo ennesimo piano di fuga. Intanto Grande Puffo scopre il nascondiglio degli oggetti rubati nella cavità di un albero vicino a casa di Omnibus. Shedlock e Justin arrivano in quel momento e mentre il primo cerca di impossessarsi dei gioielli, il secondo tenta di difendere il vecchio che è costretto a ricorrere alla magia per difendersi. Nottetempo, su consiglio di Grande Puffo, Omnibus intende dimostrare al giudice che si è sbagliato sul conto di Justin e gli chiede di lasciare incustodito il suo anello per poi scoprire che il vero ladro è la gazza.

## La pentola magica
- Titolo originale: Greedy and the Porridge Pot
- Titoli ulteriori: Riedizione in DVD Golosone e la pentola magica

### Trama
Per celebrare la "festa dell'abbondanza" ogni Puffo deve preparare il suo piatto preferito e condividerlo con gli altri. Golosone si reca nella foresta per raccogliere delle nocciole ed incontra la fatina Beatrice (Gunilda nell'originale), che libera da una trappola di Gargamella. Per ringraziarlo la fata gli dona una pentola magica per il porridge, che si riempie pronunciando la frase: "Voglio porridge in gran quantità, perché è buono e gola mi fa" e si ferma dicendo: "Basta così pentolone fatato, perché di porridge mi son saziato". Al villaggio i Puffi ne diventano entusiasti, ma Golosone non riesce più a cucinare a causa delle continue richieste di porridge, tanto che esasperato nega a Quattrocchi un'ultima tazza. Quest'ultimo si vendica sostituendo la pentola magica con un'altra. L'indomani Golosone trovandola vuota anche dopo aver pronunciato le parole magiche, inserisce la testa al suo interno e rimane incastrato. Non vedendo più nulla cade nel fiume mentre Quattrocchi a casa sua non ricorda la frese per arrestare la magia e non riesce a fermare la fuoriuscita di porridge, che inonda il villaggio. Grande Puffo ordina di cercare Golosone che poco dopo viene salvato da Beatrice, ma quando la fatina gli richiede la pentola per poter sfamare dei poveri orfanelli, si accorge che è stata sostituita. Proprio in quel momento Puffetta, Burlone e Stonato lo ritrovano per chiedergli aiuto. Pronunciando la frase magica il porridge si arresta e la pentola viene riconsegnata alla legittima proprietaria. A Quattrocchi, colpevole del disastro, non resta che ripulire tutto.

## Lo show di Harmony
- Titolo originale: Harmony Steals the Show

### Trama
Stonato decide di comporre una sinfonia in poche ore. Intanto nel folto della foresta una voce sinistra invita fantasmi e anime in pena ad entrare nella "discoteca del terrore" (Fly-by-night Fright Club nell'originale), ma dopo l'ennesimo spettacolo a base di spiriti e scheletri, il pubblico reclama uno show con persone in carne ed ossa. Il gestore del locale (Ghostwriter nell'originale) deve correre ai ripari e si mette alla ricerca di un musicista che possa soddisfare gli assurdi gusti dei suoi clienti. Quando incontra Stonato, incapace di completare il suo spartito, lo aiuta con la magia, ma in cambio gli chiede di firmare un misterioso contratto. Di ritorno al villaggio il Puffo fa eseguire la sinfonia all'orchestra, ma dopo gli applausi scompare all'improvviso e al suo posto appare l'impresario fantasma che rivela di averlo sotto contratto nel suo locale per tutta la vita. Grande Puffo non si rassegna e parte alla ricerca di Stonato nella foresta. Il suono della sua musica gli fa trovare il locale dove è costretto ad esibirsi senza mai fermarsi e protesta con l'impresario accusandolo di averlo truffato. Lo spirito acconsente a tenere un processo in cui Grande Puffo potrà fare da avvocato difensore e lui chiede al giudice di far esibire l'orchestra dei Puffi per fargli ascoltare la sinfonia che il fantasma afferma di aver composto per Stonato. La giuria, composta da dodici spiriti di musicisti, si accorge che ogni nota è copiata da loro composizioni. Il proprietario della discoteca del terrore viene accusato di plagio e Stonato viene liberato.
Informazioni: Il titolo italiano non traduce il nome di Stonato indicandolo come Harmony.

## Il Puffo Nobel
- Titolo originale: The Golden Smurf Award

### Trama
La strega Agata riceve un invito per partecipare al concorso di "Miss Magia nera" ("Miss Dark ages beauty show" nell'originale), ma quando si riflette nello specchio mandandolo in frantumi, si rende conto che la sua pelle è così secca, che persino il vapore che dal fossato le soffia in faccia il suo dragone domestico Louise non la aiuta. Cercando una soluzione nel ricettario di bellezza di sua nonna Agrippina (bisnonna Dogatha nell'originale) scopre un emolliente per la pelle chiamato "olio di Puffo", che consiste nello strofinare un Puffo sul volto ogni mattina fino a fargli perdere il colore blu. Intanto a Pufflandia, approfittando dell'assenza di Grande Puffo, Quattrocchi decide di istituire un premio per il Puffo che più contribuisce allo sviluppo del villaggio e decide di chiamarlo "Puffo Nobel" (Golden Smurf Award nell'originale). In realtà è solo un pretesto per premiarsi da solo come autore del libro "Geniali citazioni del Puffo Quattrocchi" (Quotations of Brainy Smurf nell'originale). Poco dopo nella foresta, sentendolo parlare del premio, Agata decide di trasformarsi in trofeo per arrivare facilmente al villaggio. Dopo una serata di inutili votazioni, poiché ogni Puffo vota per sé stesso. Come maestro di cerimonia, Quattrocchi decide di autoproclamarsi vincitore ma quando prende in mano il trofeo, Agata riprende le sue sembianze e cattura i Puffi. Tornata al suo castello, la strega decide di iniziare col Puffo più bello e prende Vanitoso dal mucchio, ma lui la convince che l'olio di Puffo è una ricetta superata e che invece è molto meglio fare un bagno di fango. Agata resta immobilizzata nel trattamento di bellezza e portata in cima ad una montagna da cui viene fatta precipitare verso la casa di Gargamella.

## Il mostro della palude
- Titolo originale: The Moor's Baby

### Trama
Grande Puffo capisce che Baby Puffo avrebbe bisogno della fatina dei denti che non ha più visto da 300 anni. Nel maniero dello stregone Baldassarre anche uno dei suoi servitori ne avrebbe bisogno, ma deve sopportare il suo mal di denti per eseguire gli ordini del suo padrone che vuole avere a tutti i costi lo smeraldo dell'ambasciatore di Zad. Nel frattempo il buon re legge a Johan e Solfami un messaggio secondo cui l'ambasciatore, sua moglie e il loro bambino si troverebbero a casa di Omnibus. Ordina quindi loro di condurli al castello, ma Solfami ha fame e, durante il viaggio, si fermano al villaggio dei Puffi, dove Quattrocchi, Tontolone e Forzuto avvisano i due umani di aver visto un mostro vicino allo stagno di Omnibus. Preoccupati, i due amici riprendono il viaggio e Grande Puffo manda con loro Inventore, Puffetta e Burlone per farli arrivare in fretta alla Montagna del Molare e chiamare la fatina dei denti per Baby Puffo. Dopo aver lasciato i Puffi a una biforcazione, Johan e Solfami raggiungono l'ambasciatore a casa di Omnibus dove scoprono che anche il suo bambino, Zama Shiba (Zona Shiba nell'originale), ha mal di denti. Johan si offre di tornare al castello per chiedere a Madame Barbara una cura, mentre gli altri preferiscono non avventurarsi a causa del temporale in arrivo. Poco dopo Johan attraversa un ponte manomesso a sua insaputa dagli sgherri di Baldassarre e precipita nel dirupo. I tre Puffi intanto arrivano nella caverna della fatina e scoprono che un orco l'ha intrappolata con un incantesimo dietro una porta di ferro che è possibile aprire solo risolvendo l'enigma che c'è scritto sopra: "K+E=4, E+Y=10 e K+Y=8". Tornati a Pufflandia riferiscono tutto a Grande Puffo che decide di chiedere aiuto a Omnibus. Passata la tempesta, Solfami riparte con la delegazione, ma Baiardo, il cavallo di Johan, lo raggiunge e si fa seguire per andare in soccorso dell'amico, che viene portato nell'accampamento e curato dalla moglie dell'ambasciatore. La donna intuisce che si è trattato di un attentato per rubare lo smeraldo, che in realtà è l'occhio artificiale del cammello dell'ambasciatore. Intanto Grande Puffo raggiunge a bordo di Bianca la caverna della fatina e chiede alla cicogna di tornare al villaggio e prendere Baby Puffo. Nel frattempo i due malfattori decidono di rapire Zama Shiba con lo scopo di scambiarlo con la pietra preziosa. Puffetta, Inventore, Burlone e Baby Puffo arrivano alla caverna, dove il loro capo sta cercando ancora di risolvere il sistema di equazioni. La mattina dopo arrivano anche i due rapitori col piccolo, ma credendo che il luogo sia stregato, scappano via abbandonandolo. Mentre i Puffi provano ancora a risolvere l'enigma, l'ambasciatore e Solfami catturano i fuggitivi che gli indicano la strada per la caverna. Senza che gli altri Puffi se ne accorgano, Baby Puffo scrive per terra il risultato dell'equazione K+E+Y=11 e la porta svanisce. La fatina è finalmente libera e fa spuntare il primo dentino ai due bebè. Poco dopo l'ambasciatore riabbraccia suo figlio e i Puffi tornano al villaggio senza aver compreso l'accaduto.
Informazioni: Nella versione originale il figlio dell'ambasciatore è in realtà una bambina, come suggerito anche dal colore rosa del suo vestito.

## Il filtro dell'odio
- Titolo originale: Hefty's Heart

### Trama
Gargamella distilla il filtro dell'odio e decide di diffonderlo tra i Puffi tramite una pulce che, dopo averlo bevuto, punge Forzuto. Al villaggio Grande Puffo riconosce i segni del contagio e chiede a tutti di restare chiusi in casa, ma Forzuto non vuole obbedirgli e viene scacciato da Pufflandia. Puffetta si impietosisce e decide di portargli da mangiare, ma vede Birba che lo cattura portandolo da Gargamella. Il mago decide allora di cambiare i suoi piani tenendolo prigioniero, in attesa che gli altri arrivino per liberarlo. La spedizione composta da Quattrocchi, Inventore, Vanitoso, Stonato e Grande Puffo cade presto in trappola e Gargamella si diverte a distruggere le cose a cui tengono di più, ovvero gli occhiali, lo specchio, la tromba e la matita dei primi quattro mentre per l'ultimo affila un coltello con cui tagliargli la barba. Forzuto assiste alla scena impassibile, ma pian piano le suppliche dei compagni fanno breccia dentro di lui ed il segno dell'infezione sul suo braccio lascia il posto al suo cuore tatuato. Tornato in sé, Forzuto rompe la gabbia che lo imprigiona e salva anche gli altri.

## Una festa per Brontolone
- Titolo originale: A Hug for Grouchy

### Trama
Grande Puffo proclama la giornata del puff-abbraccio. Solo Brontolone non ne è contento e, dal suo lontano osservatorio, anche la strega Cloridrite, che decide di annullare ogni sentimento in tutti gli esseri viventi. La sua prima vittima è una fatina che incontra nel bosco, a cui affida la sua bacchetta magica di ghiaccio per diffondere l'indifferenza e la mancanza di amore tra i Puffi. Dopo i primi cambiamenti, Grande Puffo riconosce gli effetti della magia, da cui sono immuni solo i bambini poiché hanno un cuore puro. Tra i suoi libri scopre che per spezzare l'incantesimo, il possessore della bacchetta dovrà essere abbracciato da qualcuno che brontola sempre. Brontolone capisce l'antifona e prova a scappare, ma è costretto a collaborare per riportare alla normalità i suoi amici entro il tramonto.

## Il sonaglio magico
- Titolo originale: The Magic Rattle

### Trama
Baby Puffo scambia il suo sonaglio con quello di un piccolo elfo, figlio della regina Fauna, costretta a nascondersi per non far cadere il magico oggetto nelle mani di Fellon (Falan nell'originale), un perfido elfo con le ali da pipistrello che vuole impossessarsene per dominare su tutti. Golosone dice a Grande Puffo di aver incontrato Fauna e il principino Fenwick, quando Baby Puffo riesce a volare agitando il sonaglio, ma in quell'istante arriva Fellon che riesce a farselo consegnare in cambio della vita della regina, del principe e del nonno che ha catturato. Per fortuna Grande Puffo ha fatto in tempo a rendere innocuo il sonaglio per un'ora e riesce a recuperarlo con l'aiuto di Bianca prima che riacquisti i suoi poteri con cui poco dopo salva i tre elfi buoni.
Informazioni: Nella versione originale della storia si parla di fate e non di elfi.

## Il Puffo rosso
- Titolo originale: All Hallows' Eve
- Titoli ulteriori: Riedizione in DVD La festa di Halloween

### Trama
La festa di Halloween si avvicina e ognuno la aspetta in modo diverso: Madre Natura rende rosse le foglie degli alberi, Agata si prepara a spaventare i bambini e i Puffi fanno gli auguri a Burlone che pensa di essere l'unico a compiere gli anni quel giorno, ma in realtà è anche il compleanno di Gargamella, che invece non vuole festeggiare. Quando Pigrone viene mandato nella foresta a raccogliere foglie secche per la festa, viene colpito per errore dalla bacchetta magica di Madre Natura e vergognandosi per essere diventato completamente rosso, decide di non tornare più a Pufflandia. Poco dopo viene catturato e conteso da Gargamella e Agata che decidono di dividerlo in due, ma gli altri Puffi arrivano in suo soccorso e lo riportano al villaggio. Alla fine Madre Natura, con l'aiuto di Padre Tempo, ridarà a Pigrone il blu tanto desiderato.
Informazioni: Nella sua prima trasmissione statunitense questo episodio era intitolato The Smurfs' Halloween Special, anche se tecnicamente si tratta di una puntata standard e quindi non trasmessa in prima serata come gli altri speciali. Per le repliche il titolo fu mutato in All Hallows' Eve.

## La scuola delle streghe
- Titolo originale: The Littlest Witch

### Trama
Grande Puffo manda un gruppo di Puffi nella foresta a raccogliere le noci stregate, raccomandando di stare alla larga dalla vicina scuola delle streghe (Witch Haven Conservatory nell'originale) dove, proprio in quel momento la maestra (Miss Snarly nell'originale) sta rimproverando la piccola Brenda per essere troppo buona, tanto che le dice di rischiare l'espulsione a meno che non trasformi entro sera un uccello canterino in un pipistrello. I Puffi assistono ai suoi maldestri tentativi e cercando di convincerla a fare del bene, spiegandole per la prima volta il significato della parola. Puffetta decide di portare Brenda a Pufflandia, ma la maestra, che sta seguendo la scena attraverso la sua sfera di cristallo, decide di seguirli per diventare famosa distruggendo Grande Puffo che rappresenta la fonte dispensatrice del bene. Il primo a farne le spese è Quattrocchi, che viene trasformato in maiale da Brenda. Per fortuna Grande Puffo riesce a spiegarle cosa significa essere buoni e crea una pozione per far tornare normali tutti gli esseri trasformati dalla streghetta. Purtroppo in quel momento arriva la vecchia maestra che ritrasforma Quattrocchi, che questa volta diventa un pollo, e cattura Pauroso minacciando di ucciderlo se Grande Puffo non si recherà alla scuola delle streghe. Ne segue uno scontro in cui Brenda passerà dalla parte del bene facendo precipitare la sua maestra nell'acqua, che annulla i poteri di una strega per un anno intero.

## Il giorno del puffo d'aprile
- Titolo originale: April Smurf's Day

### Trama
Il giorno del puffo d'aprile tutti se la prendono con Quattrocchi, mentre Gargamella si trasforma in cespuglio di puffragole per catturarli. Puffetta è la sua prima vittima, seguita da Quattrocchi e Brontolone, allontanatisi dal villaggio perché stanchi dei continui scherzi, e in seguito da Pittore e Tontolone. Grande Puffo si accorge della loro scomparsa, ma gli altri credono che si tratti di uno scherzo. Dopo aver trovato i loro oggetti abbandonati nella foresta, capiscono che c'è lo zampino del perfido mago. Golosone e Stonato si avvicinano a casa sua, ma si nascondono proprio nel finto cespuglio cadendo in trappola. Grande Puffo e Burlone, a bordo di Bianca, richiamano i passeri ghiotti di puffragole e li fanno entrare dal camino per beccare Gargamella e il suo travestimento.
Informazioni: Il puffo d'aprile è la versione puffa del pesce d'aprile degli umani.

## Il bastone magico
- Titolo originale: The Magic Stick

### Trama
Grande Puffo crea un bastone magico che può far tornare ogni cosa com'era prima o far scomparire gli oggetti. Tontolone lo usa a sua insaputa, ma lo perde nel fiume e lo sostituisce con uno simile, mentre quello vero finisce nelle mani di Vanitoso. Dopo una serie di incidenti, il Puffo decide di disfarsene dandolo a Golosone mentre raccoglie altra legna per il fuoco. Grande Puffo invece prova ad usare il finto bastone contro Bue Grasso senza successo e Tontolone è costretto a confessare. Vanitoso assiste alla scena e capisce tutto. Il bastone magico viene recuperato prima che finisca bruciato e Bue Grasso viene fatto scomparire prima che mangi tutte le puffragole.

## Buon Natale Baby Puffo
- Titolo originale: Baby's First Christmas
- Titoli ulteriori: Riedizione in DVD Il primo Natale di Baby Puffo

### Trama
Per Baby Puffo sta per arrivare il primo Natale e Grande Puffo gli spiega quali sono le tradizioni del villaggio. Nel frattempo la strega Cloridris, non sopportando l'amore che si diffonde in quel periodo dell'anno, ha preparato per Babbo Natale (nell'originale "mister Nicholas") il "bacio dell'odio". Mentre Babbo Natale prepara i giocattoli da portare ai bambini, sente guaire un piccolo cagnolino sperduto fuori dalla sua porta e lo accoglie in casa. Poco lontano il giovane Eric Norton assiste la mamma malata, che si rammarica di non poter offrire al figlio nient'altro che un pezzo di pane. Il bambino le risponde che l'importante è stare insieme e poco dopo scrive a Babbo Natale per chiedergli la guarigione della madre. Più tardi nella foresta i Puffi vedono arrivare la carrozza di Cloridris che ordina al suo cocchiere (Reeves nell'originale) di raccogliere del vischio. Grande Puffo non capisce come mai la strega desideri un simbolo d'amore e insospettito sale con gli altri sul predellino della vettura. Arrivata a destinazione, Cloridris si spaccia per la nuova vicina di Babbo Natale e approfitta per baciarlo sotto il rametto di vischio che tiene in mano. I Puffi assistono alla scena e vedono l'uomo cambiare espressione e umore, tanto da fargli scacciare via il cucciolo accolto poco prima. Il rametto di vischio si incenerisce e la strega va via soddisfatta. Grande Puffo capisce che quel bacio è stato ispirato dall'odio e afferma di non poter aiutare Babbo Natale perché l'amore può tornare in lui solo grazie al suo cuore. I Puffi decidono di consegnare i regali al posto suo e, dopo averli completati e impacchettati, salgono sulla slitta, ma le renne non partono senza il comando del loro padrone. Dopo vani tentativi di convincere Babbo Natale a fare il suo lavoro, il cagnolino gli porge la lettera di Eric che, assieme a un bacio di Baby Puffo, lo fa tornare in sé. Ormai è tardi per portare in regali in tempo con una semplice slitta, ma Baby Puffo compie una magia sulle renne e le fa volare. Babbo Natale crede che si tratti di un miracolo e riesce a consegnare i doni con l'aiuto degli altri Puffi. Quando Eric si sveglia trova un albero di Natale, una tavola imbandita, il cucciolo e soprattutto la mamma finalmente guarita.

## L'importanza di essere belli
- Titolo originale: Beauty Is Only Smurf Deep

### Trama
La fatina Pervinca (Periwinkle nell'originale) è una principessa che si preoccupa soltanto di essere bella, ma scopre tramite il suo specchio magico che c'è qualcuno più bello di leiː il Puffo Vanitoso. Poco dopo lo cattura nella foresta decisa a sbarazzarsene, ma i Puffi ritrovano il suo specchio accanto a della polvere di fata e Grande Puffo decide di rivolgersi al suo amico Re Scettrodoro (Goldenrod nell'originale), che è proprio il padre della principessa. Tramite lo specchio, il re scopre che la figlia è alla fabbrica di fango e che sta per immergere Vanitoso in un calderone pieno di fango bollente. Poco prima di morire Vanitoso, incurante del suo destino, è più preoccupato della macchia che ha rovinato lo splendido vestito della fatina con la quale inizia a parlare. I due scoprono di avere gli stessi gusti e gli stessi interessi, tanto che lei è entusiasta per avere trovato un amico. Entrambi si dimenticano che la corda a cui è appeso il Puffo sta per spezzarsi, ma per fortuna arriva Forzuto che prende al volo l'amico. Pervinca confessa al padre e ai Puffi di aver agito per gelosia, ma Vanitoso la comprende pensando che sarebbe stato impossibile non esserlo...

## Solfami diventa lupo
- Titolo originale: Wolf in Peewit's Clothing

### Trama
In un vecchio castello, il malvagio Radna trova un libro che contiene la chiave per renderlo il più potente dei maghi esistenti. Nella formula è compreso il sudore di Puffi, ma lui ha addirittura il dubbio che esistano veramente. Poco dopo bussa alla sua porta Solfami, che è stanco e affamato e vuole fare una sosta prima di tornare a casa. Il mago lo scaccia via, ma quando gli sente dire che è amico dei Puffi lo lascia entrare. Cercando una pozione per farlo obbedire ai suoi ordini, Radna trova tra i suoi filtri magici la salsa di lupo, ma legge sull'etichetta che funziona solamente con la luna piena. Non potendo aspettare decide di somministrargliela ugualmente durante la cena e comanda a Solfami di portargli tre Puffi durante la prima luna piena, dimenticandosi fino ad allora di esser stato al castello. Tempo dopo i primi raggi di luna investono Solfami nella stanza del re e lo trasformano in lupo mannaro. Johan, non riconoscendolo, lo scaccia via e lui si addormenta nel bosco. All'alba, riacquistate le sue sembianze, viene ritrovato da Quattrocchi e Tontolone che lo portano al villaggio per fargli fare colazione. Nel frattempo Johan, non trovandolo nel suo letto, intuisce che la sua sparizione ha a che fare con la creatura vista durante la notte e corre al galoppo alla ricerca dell'amico. Giunta la sera, a Pufflandia Solfami si trasforma di nuovo e cattura tre Puffi per portarli da Radna. Nella notte Grande Puffo segue le sue tracce ed incontra Johan a cui spiega l'accaduto. Nel frattempo il mago prende i Puffi e mette in catene Solfami che l'indomani non ricorda nulla e non capisce come mai si trovi imprigionato. I tre Puffi vengono fatti correre in una gabbia per raccoglierne il sudore, ma sopraggiunge una nuova notte e mentre Johan e Grande Puffo liberano i tre amici, Solfami si trasforma di nuovo, rompe le catene ed assale il mago, mangiando il libro con la pozione magica. Alla fine Grande Puffo lo fa tornare normale lanciandogli in bocca una testa d'aglio e mentre Radna medita se non fosse più conveniente diventare un mago buono, Golosone assaggia la salsa di lupo e si trasforma a sua volta.

## Una campana per Birba
- Titolo originale: A Bell for Azrael

### Trama
Quattrocchi decide di mettere una campanella al collo di Birba per poterla sentire arrivare ed evitare agguati improvvisi. Gargamella intuisce che è opera dei Puffi e con una pozione magica fa sì che essa suoni vicino a loro. Grande Puffo e Puffetta riescono a sfuggirle per miracolo e passano al contrattacco. Con una nuova pozione modificano le proprietà della campana all'insaputa del mago e della gatta che poco dopo scopriranno di non essere più attirati dai Puffi, ma da Bue Grasso.

## La formula dell'invisibilità
- Titolo originale: The Chief Record Smurf

### Trama
Grande Puffo cerca di realizzare una pozione che li renda invisibili, ma Tontolone ha un incidente nel suo laboratorio e manda per aria i suoi appunti. Sembra però aver acquisito una memoria prodigiosa che gli permette di ricordare la formula. Grande Puffo diventa invisibile, seppur per pochi istanti e decide di sfruttare la nuova abilità di Tontolone per fargli imparare a memoria tutti i suoi libri e metterlo poi al servizio degli altri Puffi. Gargamella scopre che riesce a ricordare la formula dell'invisibilità e lo cattura. Immergendolo nel filtro della verità si fa rivelare gli ingredienti, ma Grande Puffo riesce a salvare la situazione all'ultimo minuto. Tontolone, a causa della pozione di Gargamella, perde le sue capacità mnemoniche.

## Il Puffo senza voce
- Titolo originale: Smurfing in Sign Language
- Titoli ulteriori: Riedizione in DVD I Puffi senza parole

### Trama
In occasione dell'arrivo della primavera Grande Puffo incarica il Puffo Poeta di scrivere una poesia, ma nel frattempo Gargamella crea la pozione del dolce silenzio con cui lo cosparge, togliendogli completamente la voce. Grande Puffo cerca un rimedio, ma nel frattempo spiega a Poeta che potrà declamare i suoi versi anche senza voce, grazie all'aiuto dell'elfo muto Laconia. Bianca la porta a Pufflandia, dove spiega il linguaggio dei segni con cui ha sostituito ogni parola. Quattrocchi però fa notare che ha dimenticato il termine più importante, cioè Puffo. Laconia allora lo inventa all'istante portando le mani sopra la testa e unendo le punte delle dita come se si coprisse con un cappello. Poi dimostra come poter identificare i nomi di ognuno di loro con altri gesti e infine si reca nella foresta con Poeta per tradurre la sua poesia. Poco dopo però viene catturata da Gargamella che pensa di riuscire a farle confessore dove si trova il villaggio dei Puffi tramite una pozione magica che le restituirà la voce. Grande Puffo e Poeta riescono ad arrivare in tempo ed impediscono allo stregone di enunciare la sua formula grazie al filtro del dolce silenzio. In cambio della liberazione di Laconia e della loro incolumità, Grande Puffo gli promette di pronunciare le parole magiche al suo posto per farlo tornare normale. Dapprima restituisce la voce a Poeta, poi a Gargamella, ma quando arriva il turno di Laconia Birba irrompe nella stanza e fa bruciare la formula. Laconia e i Puffi fuggono via, ma Grande Puffo è dispiaciuto di non aver potuto regalare la voce all'amica. Laconia invece riesce a spiegare di essere felice così com'è e Poeta decide di declamare i suoi versi sia nel linguaggio dei Puffi che in quello dei segni. 
Informazioni: Questo episodio introduce Laconia, che diventerà un personaggio ricorrente fino alla stagione 6.

## Il futuro di Baby Puffo
- Titolo originale: A Chip Off the Old Smurf

### Trama
Tutti si interrogano sul futuro di Baby Puffo e sperano che da grande possa seguire le loro orme. Il piccolo viene conteso da Inventore che vuol farne un ingegnere, Pittore che lo immagina artista, Poeta che vuol fargli declamare versi e Stonato che gli insegna la musica. Nel frattempo Gargamella riesce a moltiplicare una locusta in migliaia di esemplari che distruggono parte della foresta per far uscire allo scoperto i Puffi. Grande Puffo viene accerchiato da loro prima che riesca a tornare al villaggio, ma viene salvato da Bianca ed arriva nel suo laboratorio per organizzare una controffensiva. Purtroppo però, poco prima vi si era recato Quattrocchi che, nella speranza di far diventare Baby Puffo un intellettuale, si distrae e gli lascia staccare tutte le etichette dalle boccette dei filtri magici. Preso dal panico Quattrocchi le riattacca in modo casuale e quando Grande Puffo cerca di preparare una pozione per fermare le locuste, utilizza gli ingredienti sbagliati. Ovviamente le locuste non vengono fermate e Quattrocchi è costretto a confessare. Grande Puffo è costretto a controllare le boccette una ad una, ma riesce a creare in tempo la pozione giusta per salvare il villaggio dallo sciame affamato. Dopo lo scampato pericolo dice a tutti i Puffi che nessuno può sapere quale sarà la professione di Baby Puffo da grande e che dovranno avere pazienza. Mentre tutti ballano per festeggiare l'arrivo della pioggia che farà ricrescere la foresta, Baby Puffo è nel laboratorio di Grande Puffo, e segretamente utilizza le sue abilità magiche per rimettere a posto le etichette delle pozioni.

## Il cappello di Grande Puffo
- Titolo originale: A Gift for Papa's Day
- Titoli ulteriori. Riedizione in DVD Un regalo per il Grande Puffo

### Trama
I Puffi decidono di regalare a Grande Puffo un cappello nuovo per il suo compleanno. Ne viene fuori un copricapo che racchiude tutte le caratteristiche di ognuno di loro, resistenza, praticità, ma anche specchi, dolci, sorprese a molla e addirittura un orologio a cucùǃ Più tardi, mentre Inventore e Forzuto stanno riparando il ponte, Grande Puffo si china in avanti per osservarli e fa cadere di proposito l'assurdo cappello nel fiume. I due Puffi corrono a recuperarlo, nonostante lui li scongiuri di non farlo, e sfuggono senza accorgersene ad una trappola di Gargamella. Grande Puffo decide di affidare al vento la sorte del berretto, ma anche in questo caso sono due Puffi, Pittore e Contadino, a ritrovarlo poco distante da Gargamella che si imprigiona nella sua stessa trappola per colpa di uno scoiattolo. Il terzo tentativo di disfarsi del cappello è quello di darlo a un corvo per il suo nido, ma l'uccello se ne libera lasciandolo nelle mani di Gargamella che lo usa come esca e riesce a catturare sei Puffi che tentavano di recuperarlo. Grande Puffo intuisce l'accaduto e, arrivato a casa del mago, gioca d'astuzia dicendogli che intende recuperare solo il suo cappello, che è la cosa più preziosa che ha. Gargamella si convince che sia magico e quando Grande Puffo gli fa credere che non deve girare su sé stesso, lui fa esattamente il contrario fino a crollare a terra intontito mentre i Puffi vengono liberati. Anche stavolta il cappello viene recuperato grazie a Bianca e Grande Puffo, non riuscendo a disfarsene fa credere ai Puffi che, essendo ormai un simbolo perché li ha salvati da Gargamella, debba essere custodito preziosamente, tanto da farlo fondere in bronzo da Inventore.
Informazioni: Nella versione italiana si parla di compleanno del Grande Puffo, ma in realtà nell'originale viene celebrato il Papa's Day, equivalente della festa del papà.

## Quattrocchi ospite indesiderato
- Titolo originale: Good Neighbor Smurf

### Trama
Quattrocchi critica il lavoro di tutti, ma Grande Puffo gli fa notare che sarebbe meglio se si occupasse delle sue mansioni come riempire d'acqua il carro dei pompieri, ma datosi alla fuga dopo aver criticato anche Inventore che stava rinforzando la corda del pozzo, dimentica ciò che doveva fare. Poco dopo scoppia un temporale e un fulmine colpisce proprio la casa di Quattrocchi. Arriva il carro dei pompieri, ma è senza acqua e i Puffi sono costretti a spegnere l'incendio creando una catena di secchi. La casa è però completamente distrutta e tutti si offrono per ricostruirla. Grande Puffo chiede agli altri Puffi di ospitare Quattrocchi finché i lavori non saranno ultimati e Inventore lo accoglie in casa sua. Gli mostra la sua macchina puffagrano raccomandandogli di non toccarla, ma appena Quattrocchi resta solo la manomette e la manda in frantumi. Inventore lo manda via e tocca a Vanitoso ospitarlo. Ma anche da lui il soggiorno dura poco dopo che i suoi quadri e le sue sculture sono stati trasformati in autoritratti da Quattrocchi. Anche da Golosone, Pittore, Burlone e Stonato si ripete la solita storia e non resta che andare da Grande Puffo. Anche nel laboratorio, Quattrocchi non riesce a stare con le mani in mano e fa sprigionare scintille dagli alambicchi con le pozioni magiche che investono Grande Puffo trasformandolo in Paffo. Riprese le sue sembianze on un antidoto, Grande Puffo decide di fare un bel discorso al suo maldestro assistente e gli spiega che quando si è ospiti in casa d'altri bisogna rispettare le loro abitudini anche se non si è d'accordo. Quattrocchi non capisce e sentendosi un genio incompreso decide di andare a vivere nella foresta e si rifugia in una caverna. In seguito allo scoppio di un temporale, i Puffi si dividono in gruppi e vanno a cercarlo. Quattrocchi si accorge che il suo rifugio sta per cedere sotto la pressione dell'acqua e decide di tornare a Pufflandia per scusarsi, mentre gli altri seguono le sue tracce e arrivano nella caverna, dove restano intrappolati da una frana. Arrivato al villaggio Quattrocchi viene messo al corrente che il gruppo di Grande Puffo stava perlustrando le caverne e lui, intuendo il pericolo, torna subito indietro. Grazie all'aiuto di una marmotta, Quattrocchi trova una via di fuga e salva appena in tempo i suoi amici. Grande Puffo lo ringrazia perché in questo caso la sua intelligenza è stata d'aiuto, ma poco dopo lui ricomincia con i soliti sproloqui e viene per l'ennesima volta sbalzato fuori dal villaggio.

## La ricerca della pietra puffa
- Titolo originale: The Smurfstone Quest

### Trama
Grande Puffo è immobilizzato dalla gotta e chiede ai suoi Puffi di andare nella caverna della valle di Notrod a prendere la Pietra Puffa che possiede dei poteri magici in grado di curarlo. Raccomanda di fare attenzione ai Moliani che sono i custodi della pietra e chiede che si facciano avanti tre volontari. Inventore e Forzuto si fanno subito avanti, mentre Pigrone stende il braccio durante uno sbadiglio e il suo gesto viene interpretato come un'alzata di mano. I tre Puffi partono e scoprono l'ingresso della caverna dietro una cascata. Vengono catturati dai Moliani che li scambiano per draghi, e Forzuto si rende conto che hanno piccoli occhi nascosti sotto i capelli e quindi non riescono a vedere bene. Non credendo alle parole dei Puffi che dicono di essere solo dei piccoli esseri innocui, un Moliano dalle grandi mani li tasta, poi uno dal grande naso li annusa ed entrambi confermano che non si tratta di draghi, ma dovendo capire cosa siano realmente è la volta del Moliano dalla grande bocca che deve assaggiarliǃ I tre Puffi tentano la fuga, ma è solo il russare di Pigrone che mette in fuga i nemici. Poco dopo i tre Puffi scoprono che l'alito caldo del drago tanto temuto dai Moliani, non è altro che il rifrangersi dei raggi solari sulla Pietra Puffa che riescono a portare al villaggio.

## Attenti al cappello... Puffiǃ
- Titolo originale: Hats Off to Smurfs

### Trama
Vanitoso vuole indossare qualcosa di nuovo e colorato, ma Sarto gli dice a parte Grande Puffo tutti gli altri devono vestire di bianco. Intanto Gargamella confeziona un cappellino giallo con una stoffa stregata con cui vuole distruggere i suoi piccoli nemici. Vanitoso lo trova nella foresta ed è felicissimo di metterlo. La sera però, dopo essersi lavato, si riempie di squame e verruche. Ogni volta che viene a contatto con l'acqua il suo aspetto peggiora, tanto che è costretto a coprirsi il viso con un fazzoletto. Grande Puffo viene chiamato da Puffetta per aiutarlo e alla vista del cappello intuisce che possa essere collegato al problema. Vanitoso non riesce più a toglierlo e provando ad ammorbidirlo con acqua e sapone diventa ancora più brutto, tanto da decidere di rompere tutti i suoi specchi e di non vedere più nessuno. Grande Puffo intuisce che dietro a tutto c'è lo zampino di Gargamella e che l'unico modo per sistemare le cose è quello di creare un cappello con la stessa stoffa da far indossare al mago. I Puffi riescono a rubarla e Sarto cuce un grande berretto che poi affida a due uccellini che lo lasciano cadere sulla testa di Gargamella. Il suo aspetto diventa come quello di Vanitoso e Grande Puffo si offre di aiutarlo solo se anche lui lo aiuterà. Non resta che rivelare la formula dell'antidoto con cui riportare entrambi alla normalità.

## Il cervo nero
- Titolo originale: The Noble Stag

### Trama
I Puffi raccolgono noci nella foresta, ma sentono il suono di un corno da caccia degli uomini e subito dopo vedono un cervo nero in fuga. Tra i cacciatori Grande Puffo riconosce il cugino di re Gerardo, Malcor l'incapace (Malcolm the Mean nell'originale). Puffetta vuole salvare la vita del cervo e Stonato decide di arrampicarsi su un albero per suonare la sua tromba e far cambiare direzione ai cani. Il suo piano funziona, ma poco dopo cade nel cappuccio di Malcor. Grande Puffo, Burlone e Forzuto lo seguono, mentre gli altri incontrano il cervo che si è ferito ad una zampa. Puffetta decide di portarlo al villaggio per curarlo. Nel frattempo Stonato arriva al castello e scopre che la signora Sourberry è preoccupata per l'assenza di re Gerardo. Poco dopo vede il Puffo Meccanico imprigionato da Malcor in una campana di vetro, circondato da trofei di molti animali imbalsamati. Ascoltando le sue parole scopre che manca solo un pezzo alla sua collezione, e cioè il cervo nero, che altri non è che lo stesso re Gerardo, trasformato grazie ad un amuleto magico. Stonato corre a cercare aiuto e incontra Grande Puffo e gli altri, che decidono di liberare Puffo Meccanico e salvare re Gerardo recuperando l'amuleto. Durante la notte riescono a portare a termine la prima parte del piano e al mattino fanno ritorno a Pufflandia, dove il cervo è guarito grazie alle cure degli altri Puffi. Il cervo però, sentendo la tromba di Stonato si spaventa e scappa via. Grande Puffo chiede agli altri di ritrovarlo informandoli che si tratta di re Gerardo, mentre lui cerca un controincantesimo nel suo laboratorio. Inventore, con Puffo Meccanico e Stonato salva il cervo dai cacciatori e subito dopo Grande Puffo pronuncia le parole magiche che fanno riacquistare le proprie sembianze a re Gerardo, mentre Malcor prende l'aspetto del cervo nero al suo posto.

## La nuova Pufflandia
- Titolo originale: Smurfy Acres

### Trama
Ancora una volta, dopo una notte di luna piena, il Grande Libro degli Incantesimi deve esaudire per tutto il giorno i desideri di Gargamella che gli chiede di costruire un nuovo villaggio per i Puffi al fine di attirarli e intrappolarli. Tramite uno specchio magico Gargamella appare ai Puffi camuffato con naso e baffi finti e dice loro di aver vinto la visione del nuovo Pufflandia show che potrà essere visto in quello stesso specchio a mezzogiorno. Lo specchio viene portato al villaggio e posizionato in mezzo al teatro, dove Gargamella appare nuovamente riflesso in qualità di venditore della nuova Pufflandia che viene loro mostrata con campi sportivi e piscine. Poco dopo Gargamella riappare nei panni del clown Tom Foolery che delizia i Puffi con battute sulle piccole dimensioni del vecchio villaggio. Alla fine rivela loro come arrivare alla nuova Pufflandia e tutti corrono verso la trappola mentre solo Grande Puffo e Puffetta restano lontani dubbiosi. Quando tutti i Puffi sono all'interno del nuovo villaggio, Gargamella pronuncia l'ultima formula suggeritagli dal libro per intrappolarli e una torre altissima si erge all'improvviso intorno a loro. Non sapendo come raggiungerli, il mago torna a casa a prendere una scala, mentre Grande Puffo, con Puffetta e Baby Puffo cercano una soluzione. Invertendo il potere dello specchio è ora Puffetta a parlare al mago attraverso esso nelle vesti di una cuoca che gli spiega come cucinare i Puffi, al solo scopo di distrarlo mentre Grande Puffo con una pozione magica crea un buco nel muro della torre e fa scappare tutti.

## La festa dell'arcobaleno
- Titolo originale: How to Smurf a Rainbow

### Trama
Un leprecauno cammina attraverso la foresta portando con sé la sua pentola piena d'oro, mentre i Puffi decorano la grande quercia per la festa dell'arcobaleno, la prima a cui assisterà Baby Puffo. Tuttavia, bisogna sperare che arrivi la pioggia per poter poi avere un arcobaleno, ma in cielo non ci sono nuvole. Nel frattempo Gargamella cerca su un libro la spiegazione scientifica sulla formazione degli arcobaleni, ma subito riferisce a Birba che in realtà è Madre Natura a crearli per dare modo ai Puffi di festeggiare. Grande Puffo va a trovarla e si offre di aiutarla dopo aver saputo che è impegnata con un vulcano in eruzione, mentre Gargamella legge che ai piedi dell'arcobaleno un folletto lascia sempre una pentola piena d'oro. Al villaggio, seguendo le istruzioni scritte sul libro di Madre Natura, tutti i Puffi partecipano alla creazione di una nuvola magica che, colpita da un razzo fabbricato da Inventore, genera la pioggia. Gargamella se ne accorge subito e si nasconde nella foresta per aspettare l'arcobaleno e il suo folletto. Purtroppo l'arcobaleno che viene fuori non è completo perché Baby Puffo ha mangiato uno dei dolcetti al limone previsto dalla formula e Pittore ha usato tutta la vernice gialla per il suo ultimo quadro. Quando arriva il folletto dice che non può lasciare la sua pentola d'oro sotto un arcobaleno a cui manca il giallo, ma quando Tontolone fa notare che è proprio il colore dell'oro che serve, il folletto decide di utilizzarlo per creare la fascia mancante. Quando Gargamella trova la pentola vuota viene ingannato dal folletto che gli dice che quello è l'inizio dell'arcobaleno e invece l'oro è sempre alla sua fine, ma mentre il mago si incammina l'arcobaleno svanisce.
Informazioni: Il doppiaggio italiano omette il nome del folletto Michele, che tornerà nella quarta stagione nell'avventura Il cavallino dai ferretti dorati in cui il suo nome viene rivelato anche al pubblico italiano.

## Le puffolimpiadi
- Titolo originale: The Smurfic Games
- Titoli ulteriori: Riedizione in DVD Le olimpiadi dei Puffi

### Trama
Gargamella fa visita a suo cugino Argo (Argus nell'originale) sul suo letto di morte, che gli dice che non può lasciargli nulla in eredità, ma vuole che faccia per lui qualcosa di importante. Gli indica una scatola nascosta su uno scaffale dietro a un libro e se la fa porgere. Ne estrae la medaglia magica di Poseidone, che incarna il potere della distruzione totale, e gli spiega che non dovrà mai cadere in mani malvagie. Per questo motivo la affida ad un uccellino dicendogli di portarla al Grande Puffo, l'unico a saper cosa fare con un oggetto così potente. Poco dopo il vecchio mago svanisce, e con lui anche il suo laboratorio e il castello. Gargamella si accorge di avere addosso il volume dietro il quale era nascosta la scatola, intitolato Come impadronirsi del potere della medaglia di Poseidone. Il giorno dopo, mentre i Puffi decidono di disputare le "Puffolimpiadi", l'uccellino con la medaglia arriva al villaggio. Quattrocchi divide il villaggio in due squadre disegnando una linea che divide il lato est dal lato ovest. La casa di Tontolone però rimane in mezzo al confine, che chiede quindi con quale squadra dovrà gareggiare, ma nessuno lo vuole. Puffetta è dispiaciuta per lui e decide di formare una squadra a parte per loro due. Nel frattempo Gargamella si procura con qualche difficoltà gli ingredienti necessari per attivare il potere della medaglia. Grande Puffo invece cerca di liberarsi della medaglia e la sotterra nel bosco, ma viene spiato da Quattrocchi che, pensando che si tratti della medaglia olimpica, la recupera per custodirla personalmente e Pittore la ridipinge. Nel frattempo le squadre dei Puffi raggiungono la decima gara in parità. In quel momento in cima a una montagna, Gargamella inizia l'incantesimo provocando una frana proprio mentre Inventore e Forzuto gareggiano su un sentiero vicino. Il primo viene sepolto dalle pietre e, mentre il secondo cerca di salvarlo, Tontolone li supera senza accorgersi dell'accaduto e taglia il traguardo. Nel frattempo Forzuto estrae Inventore dalle pietre e gli dice che non fa niente se ha perso la gara perché è più importante averlo salvato. Poco dopo Gargamella termina l'incantesimo, il cielo si oscura e un fulmine colpisce la medaglia che riprende il suo aspetto originario. Grande Puffo la riconosce mentre la terra si spacca, il fiume esonda oltre la diga, la foresta va in fiamme e le case di Pufflandia crollano. Lo stesso Gargamella cade in un crepaccio, ma viene salvato all'ultimo minuto da Bue Grasso. Intanto Grande Puffo, pronunciando parole magiche, lascia cadere la medaglia in una fenditura prima che il terreno si richiuda. Le fiamme vengono spente da Inventore e Forzuto che collaborano dimenticando lo spirito agonistico e decidono di ricostruire il villaggio. Grande Puffo si augura che nella nuova Pufflandia non ci siano più linee di separazione e incorona Tontolone vincitore delle Puffolimpiadi. Inventore vuole dire a tutti che Forzuto ha perso solo per salvargli la vita, ma lui preferisce non rovinare la festa a Tontolone. Quattrocchi vuole già pensare ai giochi dell'anno successivo, ma Grande Puffo gli dice che hanno causato troppi guai e che è meglio disputarli ogni quattro anni.
Informazioni: L'episodio speciale, andato in onda negli Stati Uniti il 20 maggio 1984, in occasione delle imminenti Olimpiadi di Los Angeles si basa su varie storie a fumetti di Peyo. La suddivisione del villaggio in est e ovest è tratta dall'albo Puffo verde o verde puffo, edito nel 1973, sebbene nelle vignette si parli in realtà di nord e sud. Il volume aggiunge in coda alla storia principale più vignette umoristiche (Pufferie) raccolte sotto il nome di "Giochi puffolimpici". Il fumetto Le Puffolimpiadi, edito per la prima volta nel 1979, è stato invece ripubblicato in albo proprio nel marzo 1983, poco prima della messa in onda dell'episodio a cartoni animati, sebbene la storia sia completamente diversa e il vincitore dei giochi non sia Tontolone ma il Puffo Debolino grazie all'effetto placebo dell'unguento sul suo naso.